# Elben (Mittelerde)
Elben sind fiktive menschenähnliche Wesen in der von J. R. R. Tolkien geschaffenen Fantasiewelt Mittelerde. Sie kommen insbesondere in den ersten Zeitaltern von Mittelerde vor. Ihre Geschichte ist im Silmarillion, in The History of Middle-earth und in den Romanen Der Hobbit und Der Herr der Ringe erzählt.

## Hintergrund
Ebenso wie die Zwerge gehören die Elben in Tolkiens Welt Mittelerde fiktiven Völkern an, die ihre Vorbilder in den Mythen der „wirklichen Mittelerde“ haben. Tolkien hegte eine besondere Zuneigung zu den Elben, die sich im Zentrum seiner Erzählungen wiederfinden und für die er die eigenen sehr komplexen Sprachen Quenya und Sindarin erschuf. Die Elben werden als die „Erstgeborenen Kinder“ Eru Illúvatars bezeichnet, die dieser allein in dem dritten Thema der großen Musik „Ainulindale“ erschuf. Sie gelten als die ältesten und edelsten aller sprechenden Wesen auf Arda. Dem Antagonisten Melkor gelang es, einige wenige dieser Elben gefangen zu nehmen und daraus später die Orks zu erschaffen. Schon zu Beginn des ersten Zeitalters in Mittelerde teilten sich die Elben in zwei Gruppen, die Eldar, welche in das westliche Land Aman gingen und dem Ruf der gottgleichen Valar folgten, und die Avari (Verweigerer), die lieber in Mittelerde im Licht der Sterne verweilen wollten.

## Merkmale
Elben zeichnen sich im Allgemeinen durch ihre Unsterblichkeit, ihre Körpergröße – sie überragen Menschen, Zwerge und Hobbits – ihr altersloses Antlitz, eine würdevolle Ausstrahlung sowie eine tiefe Weisheit und Weitsicht aus. Tolkien selbst beschrieb sie in seinen Briefen wie folgt:

„Sie sind vom Menschen nach seinem Bilde und
ihm ähnlich geschaffen, doch frei von jenen Beschränkungen, von denen er selbst sich am stärksten bedrückt fühlt. Sie sind unsterblich, und ihr Wille bewirkt direkt, daß Vorstellungen und Wünsche sich erfüllen.“

Tolkien legte allerdings großen Wert auf die Feststellung, dass sich seine Elben von den Elfen und Elben der nordischen Mythologie unterscheiden.
Die Elben sind die erstgeborenen Kinder Illúvatars (des Schöpfers) und nennen sich selbst Eldalië (Sternenvolk) oder Quendi (die mit Stimmen reden). Es gibt drei Völker, die alle gemeinsam am See Cuiviénen (Wasser des Erwachens) zu einer von Illúvatar vorherbestimmten Zeit als schlafende Wesen erschienen und erweckt wurden: Die goldblonden Vanyar (die Hellen), die als besonders edel und weise gelten, die dunkelhaarigen Noldor (die Wissenden), die durch ihr handwerkliches Geschick und ihren Erfindungsgeist gekennzeichnet sind, und die silberhaarigen Teleri (die Letzten), die sich erst spät entschieden, der Aufforderung der Valar (Götter), nach Aman (Segensreich) zu kommen, zu folgen.
Die Entstehung und das Wesen der Kinder Illúvatars (Elben und Menschen) sind nach Tolkiens eigenen Worten die zwei größten Geheimnisse in seiner Geschichte. Selbst die Valar wussten, dass diese Kinder kommen würden, sobald die Zeit ihres Erwachens gekommen sei. Die erstgeborenen Elben und die zweitgeborenen Menschen seien verwandt und doch gänzlich unterschiedlich. Die Valar hatten auf diese Entwicklung keinen Einfluss und sehnten sich lange Zeit danach, diesen Geschöpfen endlich gegenüberzutreten. Je länger dieser Zeitraum andauerte, desto größer wurde ihre Liebe zu den Kindern Illúvatars.
Das Schicksal der Elben ist es, unsterblich zu sein und die Schönheit der Welt zu lieben, sie durch ihre Gaben zum Erblühen zu bringen und diese Welt nur zu verlassen, wenn sie erschlagen würden, jedoch mit der Möglichkeit, erneut zurückzukehren. Des Weiteren sollten sie die Zweitgeborenen unterweisen und ihnen Platz machen, je selbständiger diese würden, und schließlich zurückweichen. Trotz ihrer Unsterblichkeit können Elben neben einem gewaltsamen Tod auch durch Kummer vergehen, doch sind sie weder anfällig für Krankheiten noch kann ihnen das Altern etwas von ihrer Lebenskraft nehmen. Die Elben werden als die schönsten aller irdischen Geschöpfe beschrieben, die den Ainur (die Heiligen, der Name der Götter, ehe sie nach Arda kamen) im Geiste ähnlich sind. Sie sind durchschnittlich 6 Fuß groß, schlank, anmutig und zugleich stark und widerstandsfähig gegen die Einflüsse der Natur. Sie zeichnen sich insbesondere durch ein feines Gehör und ein scharfes Sehvermögen aus. Sie benötigen keinen Schlaf, ruhen stattdessen nur und erfreuen sich an Wachträumen oder ergehen sich in der Betrachtung schöner Dinge, um sich zu erholen. Sie lieben besonders die Wunder der Natur, wie die Gewässer Ulmos, oder die Sterne, die Varda an das Himmelszelt gesetzt hat, denn diese Dinge waren die ersten, die sie bei ihrem Erwachen erblickt haben. Des Weiteren zeichnen sie sich durch ihre Neugierde und ihren Wissensdurst aus. Sie verabscheuen alle Werke Melkors, sind jedoch nicht gänzlich immun gegen seinen Einfluss, wenn er sich beispielsweise mit einem schönen Antlitz tarnt.:S. 193 ff. Verliert ein Elb sein Leben, so geht er in die Halle von Mandos, von dort kann er sich frei in Valinor bewegen, nicht jedoch ohne die Erlaubnis von Namo nach Mittelerde zurückkehren. Elben sind wie die Ainur an Ea (das Sein) gebunden und können die Welt nicht verlassen.
- Die Eldar oder Calaquendi: sind alle Elben, die Aman betraten und das Licht der zwei Bäume in Valinor erblickten. Sie hatten direkten Kontakt zu den Valar und gelten somit als die Erleuchteten. Zu ihnen zählen alle Vanyar und die meisten Noldor sowie jene Teleri, die auf Tol Eressea oder in Alqualonde lebten. Ihre Sprachen waren das Quenya und das Noldorin.
- Die Avari oder Moriquendi: waren alle Elben, die von Aman aus gesehen jenseits des großen Meeres in Mittelerde lebten. Sie sind kein eigenes Volk, sondern setzen sich vielmehr aus allen in Mittelerde verbliebenen Elben zusammen, die nie nach Aman kamen. Avari bedeutet die Ablehner oder Verweigerer. Doch waren unter ihnen auch Elben, die sich auf der Großen Wanderung in den Wäldern Mittelerdes verliefen. Diese Elben werden auch Úmaneldi, Úamanyar oder Alamanyar (Nichtamanelbe; jene, die nie in Aman waren) genannt und entstammten größtenteils den Teleri. Sie wurden von den Zwergen auch als „Wilde Elben“ bezeichnet. Ihre Sprachen waren Sindarin und Nandorin oder Waldelbisch.

### Die Unsterblichen Lande
Die „Undying Lands“ sind jene jenseitigen Gefilde, die in der Sprache der Elben als „Valinor“ (Heimat der Valar, angelehnt an die Walhalla der Nordischen Mythologie) bezeichnet werden. Nach dort segeln von den Grauen Anfurten aus am Ende des 3. Zeitalters viele der noch in Mittelerde verbliebenen Elben in den Westen, in das Land der Unsterblichen. Diese Unsterblichlande zu betreten wird den sterblichen Menschen, den Zwergen und den Hobbits von den Valar verwehrt. (Es gibt einige wenige Ausnahmen, zu denen beispielsweise die Träger des Einen Ringes gehören). Diesen mystischen Ort hat Tolkien aus den irischen Jenseitsvorstellungen entwickelt. Die frühmittelalterlichen irischen Texte weisen auf sagenhafte Inseln im Westen hin, die ein gesegnetes Land im Jenseits (Tír na nÓg) darstellen; diese können lediglich von wenigen Einzelpersonen, wie etwa dem heiligen Brandan, erreicht werden. Offensichtlich übernahm Tolkien dieses Konzept aus der im 14. Jahrhundert niedergeschriebenen Eiríks saga viðförla (Saga vom weitgereisten Eirek). Dort wird dieses Land „Ódáinsakr“ (Land der Unsterblichen) genannt und ist für irdische Lebewesen unzugänglich. Allerdings siedelte Tolkien seine Unsterblichlande eher der Vorstellung der keltischen Anderswelt folgend im Westen seiner Welt an und nicht wie in der Eiríks saga im äußersten Osten.

“It is said in the Akallabêth (The Silmarillion pp. 262–3) that ‘at times, when all the air was clear and the sun was in the east, they would look out and descry far off in the west a city white-shining on a distant shore, and a great harbour and a tower. For in those days the Númenóreans were far-sighted; yet even so it was only the keenest eyes among them that could see this vision, from the Meneltarma maybe, or from some tall ship that lay off their western coast…. But the wise among them knew that this distant land was not indeed the Blessed Realm of Valinor, but was Avallónë, the haven of the Eldar upon Eressëa, easternmost of the Undying Lands.’”

„In der Akallabêth (The Silmarillion S. 262 f.) wird berichtet, dass ‚in den Zeiten, wenn die Luft klar war und die Sonne im Osten stand, sie, wenn sie ausschauten, weit weg im Westen eine weiß strahlende Stadt an einem fernen Ufer erspähen würden, und einen großen Hafen und einen Turm. Denn in diesen Tagen waren die Númenórer weitsichtig; doch trotzdem konnten nur diejenigen mit den schärfsten Augen unter ihnen diese Vision sehen, möglicherweise vom Meneltarma, oder von einem großen Schiff, das vor seiner westlichen Küste lag …. Aber die Weisen unter ihnen wussten, dass dieses ferne Land nicht das Segensreich von Valinor war, sondern vielmehr Avallonë, der Hafen der Eldar auf Eressëa, der östlichsten der Unsterblichen Lande‘“

Eine mythologische Beschreibung dieser Vorstellung eines Landes der Unsterblichen oder der ewigen Jugend finden sich auch in Beschreibungen von Avalon und von Glæsisvellir. Es ist daher kein Zufall, dass die Hafenstadt der Elben auf Tol Eressea den Namen Avallóne hatte. Tolkien erklärte die Namensherkunft damit, dass diese Stadt auf Tol Eressea jene war, die Valinor am nächsten war. Im Quenya bedeutet das ana-valonë (zu den Valar hin) oder ava-valonë (neben den Valar gelegen, in der Nachbarschaft, Nähe oder gegenüber von Valinor). Das Präfix wird jeweils zu ‘a’ verkürzt was Avallóne oder Avallonë ergibt. Das Wort enthält zudem auch lóna (Insel), lon(d)e (Hafen) oder lón, lóna, lóne (sehr tiefer Teich). Eine für elbische Namen typische Eigenschaft ist es, dass sie mit einem Wort mehrere Eigenschaften umschreiben, hier also wäre die Langform der Übersetzung von Avallóne „am nächsten zu den Ländern der Valar auf einer Insel in einem tiefen Teich gelegener Hafen“.

„Es wird gesagt, dass es in alten Zeiten ein Land im Norden in der Finnmark gab, […] Gudmund war der Name eines Königs […] und sein Land Glasisvellir. Er war ein großer Anhänger der alten Götter […] und sehr alt und alle seine Männer ebenfalls, so als lebten sie über mehrere normale Lebensspannen. Aus diesem Grund glauben die Heiden, dass sich in seinem Reich das Óðains-acre [Land der Nicht-Toten] zu finden ist, ein Ort, an dem jeder, der dorthin gelangt, gesundet, da Krankheit und Alter aus ihnen verschwinden und sie nicht mehr sterben.“

### Elben aus Elfen und Alben
In der deutschen Version von Tolkiens Mythologie stellte sich die Übertragung des englischen „elf“ (Plural: elves) zunächst schwierig dar. Der Begriff Elben ist daher als eine Verschmelzung aus den Begriffen „Alb(en)“ und „Elf(en)“ oder „Alf(en)“ zu sehen. In den altenglischen Texten tauchen diesen Elben ähnliche Wesen als „ælf(en)“ oder „ylfe(n)“ auf, in Irland und Skandinavien als „álfr“ (Plural: álfar) und im Alt- oder Mittelhochdeutsch wurden sie „alb“ oder „elbinne“ genannt. Tolkien wählte daher zunächst die germanischen Alben als Vorbilder für seine Elben aus. Allerdings lehnte er die weit verbreitete Vorstellung, die Menschen mit den Elfen verbinden, strikt ab. Seine Elben haben nichts mit kleinen geflügelten Naturwesen – im englischen als „Fairies“ bezeichnet – gemein. Bekannt sind diese Elfen beispielsweise aus dem Sommernachtstraum von William Shakespeare oder den Irischen Elfenmärchen (Fairy Legends and traditions of the South of Ireland). Während sie bei Shakespeare menschliche Größe haben, sind die Elfen der irischen Märchenerzählungen nur sehr klein und haben einen fast durchsichtigen, luftigen Körper. So verbreitete sich in ganz Europa die Vorstellung von Elfen als kleine niedliche Wesen, die in vielen Büchern herumflatterten oder auf Bildern dargestellt wurden.
Elfen gab es jedoch schon lange vor diesen Werken. So tauchen sie beispielsweise im Beowulf auf, wo sie mit weiteren Wesen, die sich ebenfalls in Mittelerde wiederfinden, genannt werden. Dort wurden sie als „eotenas ond ylfe ond orcneas“ (Riesen und Elfen/Alben und Dämonleichen/Orks) bezeichnet, die allerdings alle als bösartige Kreaturen galten. Hier treten also die Vorbilder für Tolkiens „Elves“ und „Orcs“ bereits nebeneinander auf. Jacob Grimm unterschied in seinem Wörterbuch daher zwischen einem „Alb“ als Geist oder Dämon und dem „Alp“ als einem feindlichen oder bösen Nachtgeist, der beim Menschen Alpträume hervorrufen könne. Ein „Elb“ hingegen sei dem englischen elf gleichzusetzen, dem Grimm jedoch keinen Raum im deutschen Wortschatz zuweisen wollte. Dazu kam noch die Elbe als weiblicher Wassergeist, die ebenfalls als deutscher Flussname gebräuchlich ist, oder die Bezeichnung „Elbisz“ für den weißen Schwan. Das wiederum leitet sich von einem gemeinsamen Wortstamm „alb“ ab, so sind das germanische „albi“ und das „albus“ des Latein nahe verwandt und bezeichnen etwas Weißes oder Glänzendes. Die Alben oder Elben wurden also ursprünglich als „weiße, lichte oder glänzende Gestalten“ oder nach anderen Interpretationen als Künstler verstanden. Auch in Worten wie Albino oder Alpen findet sich diese ursprüngliche Bedeutung wieder.
Die Elben Tolkiens sind auch für ihr fundiertes Wissen und ihre Weitsicht bekannt. Das wiederum findet sich beispielsweise in der Germania des Tacitus wieder, in der er von einer Seherin mit dem Namen Albruna schreibt, der die Bedeutung „die mit dem Wissen der Alben versehene“ oder die „vertraute Freundin der Alben“ hatte. Diese Alben wurden anscheinend als überirdische Wesen angesehen, die als besonders weise galten und deren Freundschaft erstrebenswert war. Es gibt viele Namen, die dies noch immer ausdrücken, so bedeutet Alfred oder Ælfrêd (Albenrat), Alboin, Alwin, Albwini oder Ælfwine (Albenfreund), Ælfric (Albenreich). Auch als Namensanhang kommt es in isländischen Namen vor, so beispielsweise bei den Zwergennamen Vindálfr oder Gandálfr, woher wiederum der Name des Zauberers Gandalf abgeleitet wurde, der „Zauberalbe“ oder „zauberkundiger Albe“ bedeutet. Aus dem Nibelungenlied ist ein Zwerg Alberich bekannt, dessen Name „mächtiger Albe“ bedeutet. So entstand letztlich die Wortschöpfung Elben aus dem ersten Wortteil der Elfen der keltischen Mythologie (mit den irischen Sidhe) und der zweiten Silbe der germanischen Alben.
Die Verwendung der Bezeichnung „Elben“ für Tolkiens Geschöpfe in der deutschen Übersetzung geht letztendlich auf Margaret Carroux zurück, die auf Tolkiens Anweisung hin diesen Begriff in ihrer Übertragung des Herrn der Ringe verwendete.

### Gnome, Goblins und Feen
In den frühen Konzeptionen und Texten nannte Tolkien die Elben zunächst „Gnomes“ (Gnome) und „Fairies“ (Feen), so beispielsweise in der Erzählung The Cottage of lost Play (Die Hütte des vergessenen Spiels) in der aus 12 Bänden bestehenden History of Middle-earth. Eriol, ein Mensch, hatte es geschafft, die Einsame Insel zu erreichen und von diesem und den Geschichten, die ihm erzählt werden, wird in den ersten beiden Bände berichtet.

“Now it happened on a certain time that a traveller from far countries, a man of great curiosity, was by desire of strange lands and the ways and dwellings of unaccustomed folk brought in a ship as far west even as the Lonely Island, Tol Eressea in the fairy speech, but which the Gnomes’ call Dor Faidwen, the Land of Release, and a great tale hangs thereto.”

„Nun aber geschah es zu einer bestimmten Zeit, dass ein Reisender aus fernen Landen, ein Mann von ungemeiner Entdeckerlust, da er begierig war nach fremden Ländern und dem Leben und Treiben ungewöhnlichen Volks, von einem Schiff so weit in den Westen getragen wurde, dass er zur Einsamen Insel kam, Tol Eressea in der Feensprache, welche die Gnomen jedoch Dor Faidwen nennen, das Land der Erlösung, und eine wunderbare Geschichte ist damit verknüpft.“

Diese Unterscheidung unterteilte die Elben in Fairies, also Feen (Elben, die Quenya sprachen) und die Gnomen, das zweite Volk der Elben (die Sindarin sprechenden Noldoli). Noldo wird hier gleichgesetzt mit Gnom und war zudem eine Verbesserung der zuvor gewählten Bezeichnung Gobblin (Kobold). Das Quenyawort Noldo bedeutet Weiser und lautet in der Gnomensprache (Sindarin oder Noldorin) Goldor, da es auf einen Wortstamm NGOL zurückgeht. Im Jahr 1915 verfasste Tolkien ein Gedicht, das er Cumaþ þá Nihtiefas oder Goblin Feet (Koboldfüße) nannte. Im Jahr 1971 wünschte er sich, dieses Gedicht niemals geschrieben zu haben, da es alles beinhaltete, was er danach glühend verabscheute. In den frühen Aufzeichnungen Tolkiens heißt es über die Elben und Menschen, sie seien „von gleicher Größe“ gewesen und die Kleinheit, Zartheit und Durchsichtigkeit der Feen (Elben) sei lediglich ein Aspekt ihres „Dahinschwindens“, was in einem direkten Zusammenhang mit der späteren Vorherrschaft der Menschen in den Großen Landen (Mittelerde) stünde. Das gibt einen weiteren Einblick in die Entwicklung und Veränderung der Konzeption, welche die Elben bei Tolkien durchliefen. Er sagte selbst, dass für ihn das Wort Gnome auf tieferes Wissen hindeute, daher bedeutet auch der Name Noldor „jene, die wissen“, um aber Verwechslungen mit den durch Paracelsus belegten Begriff Gnom für kleinwüchsige Erdwesen zu vermeiden, gab er diese Bezeichnung ebenso wie den der Feen zugunsten der Elben oder Eldar auf.:S. 39/57

### Die Namen der Elbenführer
In(g)we: Den Namen des Elbenfürsten Ingwe wählte Tolkien von der Gottheit Yngvi des germanischen Volkes der Ingaevonen. Zuerst hatte er ihn im Buch der verschollenen Geschichten als „Isil Inwe“ (Heller Inwe), König der Teleri, entworfen. Dort wurde der Name noch vom Wortstamm INI (kleinwüchsig) hergeleitet. Inwinóre (Heimat Inwes) erdachte Tolkien als das spätere England, das er auch als „Feenland“ bezeichnete und mit der Insel „Tol Eressea“ gleichgesetzt wurde.:S. 155 Im Silmarillion war er jedoch der König der Vanyar und oberster Fürst aller Elben in Aman.
Finwe: Es ist wahrscheinlich, dass der Name Finwe mit dem irischen Finn-Zyklus oder Finn von Friesland in Zusammenhang steht, da Tolkien beispielsweise Vorlesungen zu Finn und Hengest hielt und nach seinem Tode eine Abhandlung mit Bezeichnung Finn and Hengest herausgegeben wurde, die er verfasst hatte.
Tolkien schrieb 1937 in einem seiner Briefe, dass die Namen nicht keltischen Ursprungs seien und ebenso nicht die Geschichten, die von ihnen handeln. Er sagte jedoch auch, dass ihm diese Erzählungen bestens bekannt waren.

## Die drei Elbenvölker
Die Vanyar sind das erste und kleinste der drei ursprünglichen Elbenvölker. Ihr Anführer ist Ingwe Ingweron (Erster der Ersten). Unter seiner Führung waren sie die ersten Elben, die dem Aufruf der Valar folgten, das Land durchquerten und sich an der Westküste des Belegaer (Großes Meer) versammelten. Auf einer schwimmenden Insel wurden sie nach Aman gebracht und gründeten die Stadt Tirion auf dem Berg Tuna. Später siedelten sie auch am Fuße des Taniquetil (hohes Weißhorn) dem Sitz des obersten Vala Manwe Súlimo und dessen Gemahlin Varda Tinwetári. Von Manwe erlernten sie den Gesang und die Dichtkunst. Die Vanyar ließen sich niemals von Melkor täuschen, sondern misstrauten ihm stets. Ihr Name bezieht sich auf ihre sehr helle Hautfarbe, aber auch ihren wachen Geist. Sie wurden auch als „die Schönen“ (vana bedeutet schön, hell und blond), die „Blondelben“ oder als „Lichtelben“ (Calaquendi) bezeichnet und kehrten nicht nach Mittelerde zurück.:S. 708
Die Noldor folgten den Vanyar und kamen gemeinsam mit diesen nach Aman und lebten in Tirion, im Gebiet Eldamar (Elbenheim) außerhalb Valinors. Ihr Anführer war Finwe (der Feinsinnge), dessen erste Gemahlin Míriël kurz nach der Geburt ihres Sohnes Feanor in Aman verstarb, da all ihre Kraft bei der Geburt auf ihren Sohn übergegangen war. Die Noldor zeichneten sich durch ihren großen Wissensdurst und ihre Erfindungsgabe aus. Finwe nahm sich eine Elbin aus dem Volk der Vanya zur Frau, diese hieß Indis und sie wurde die Mutter mehrerer Kinder. Melkor gelang es unter anderem durch diesen Umstand Zwietracht zwischen den Söhnen Finwes zu säen, die um die Gunst ihres Vaters wetteiferten. Auch schürte Melkor geschickt den Zweifel der Noldor an den Absichten der Valar und ihren Geboten. Nachdem Melkor die Silmaril, die Feanor erschaffen hatte und die als größte Erfindung der Noldor galten, gestohlen und zudem Finwe erschlagen hatte, folgten sie Melkor, der nach Mittelerde geflohen war. Nur wenige aus ihrem Volk blieben in Aman zurück. Auch die Noldor zählen zu den Calaquendi.:S. 512–514 Tolkien selbst beschrieb die Noldor als eine edle und schöne Rasse, hochgewachsen, mit heller Haut und grauäugig. Ihre Haare waren gelockt und dunkel, außer von jenen, diejenigen, die dem goldenen Volk Finrods [später in Finarfin geändert, deren Mutter Indis zu den goldblonden Vanyar gehörte] entstammten.:S. 57
Die Teleri waren das zahlenmäßig größte Volk. Sie entschlossen sich erst spät dazu, sich auf die Große Wanderung in den Westen zu begeben. Sie hatten zwei Anführer, die Elwe (Sternenwesen) und Olwe (Traumwesen) hießen. Zudem trennte sich schon früh eine Gruppe unter der Führung Lenwes (Ablehner) von der Schar Olwes, als diese den Anduin (Großer Fluss) erreicht hatten. Diese weigerten sich, das Nebelgebirge zu überqueren und den anderen nach Aman zu folgen. Sie wandten sich stattdessen nach Süden. Diese Gruppe wurde Nandor (Abwender, Talelben) genannt.:S. 651–653
- Die Nandor besiedelten zunächst die Täler des Anduin, breiteten sich bis zur Mündung des Flusses aus und lebten später auch in Teilen Eriadors (Einsames Land). Sie waren ein Volk von Waldbewohnern, die das fließende Wasser liebten und ein tiefes Verständnis für das Wesen der Natur und alle Lebewesen entwickelten. Einige aus diesem Volk zogen unter der Führung Denethors (Retter der Umkehrer, Sohn Lenwes) weiter bis nach Ossiriand (Siebenstromland) im Osten Beleriands (Große Lande). Diese wurden Laiquendi (Grünelben) genannt.[4]:S. 489
  - Die Laiquendi blieben in Ossiriand. Nach dem Tod Denethors wählten sie keinen neuen Anführer mehr und lebten zurückgezogen im Verborgenen. Sie waren sehr geschickte Waldläufer und standen unter dem Schutz des Vala Ulmo (der Fluter), der den Fluss Gelion (der Freudige oder Quirlige) liebte. Sie überdauerten so das „Erste Zeitalter“. Sie kamen dem Menschen Beren und seinem Sohn Dior in ihrem Kampf gegen die Zwerge aus Nogrod zu Hilfe, als diese die Halle Elwes geplündert hatten. Die Laiquendi liebten den Gesang, trugen grüne Gewänder und als Waffe einen Bogen.[4]:S. 409–410

Die übrigen Teleri folgten Olwe an die Mündung des Sirion, nachdem sie bemerkt hatten, dass die Vanyar und Noldor Mittelerde (Beleriand) bereits verlassen hatten. Hier wurden sie durch die Maiar Osse und Uinen unterwiesen und entwickelten dort ihre Liebe zum Meer. Als nun Ulmo zurückkehrte, um sie nach Aman zu bringen, folgte ihm der Großteil dieses Volkes. Einige verweilten in den Falas (Küstenland) oder in den Wäldern Beleriands, auf der Suche nach ihrem Anführer Elwe, der dort im Nan Elmoth (Tal der Sternendämmerung) auf die Maia Melian gestoßen war, mit der er später das Reich Doriath (Land des Zaunes) gründete. Dieses Volk wurde die Sindar (Grauelben) genannt und Elwe erhielt den Namen Singollo (Graumantel). In ihrer eigenen Sprache, dem Sindarin, hieß er Elu Thingol. Olwe und sein Volk baten Ulmo, auf der Schwimmenden Insel bleiben zu dürfen, und dieser verankerte sie in der Bucht von Eldamar in der Nähe der Küste von Aman. Sie wurde nun Tol Eressea (die Einsame Insel) genannt. Von Osse erlernten die Teleri den Schiffsbau und so gelangten sie schließlich doch nach Aman, wo sie die Küstenstadt Alqualonde (Schwanenhafen) gründeten. Allen Teleri gemein war ihre Liebe zum Wasser und dem Gesang, den sie von Ulmo erlernt hatten. Daher nannten sie sich selbst auch die Lindar (Sänger) oder Falmari (Wellenreiter).:S. 422
- Jene Elben, die in den Wäldern Beleriands und in den Falas (Falathrim, das Küstenvolk) zurückgeblieben waren und die zu Elwes Schar gehörten, erhielten bei der Rückkehr der Noldor nach Beleriand den Namen Sindar. Sie lebten in Mithrim (Nebelland), als die Noldor ihnen begegneten, einem nebeligen grauen Land im Norden. Später wurden auch Teile der Nandor und die Laiquendi in Beleriand unter dieser Bezeichnung zusammengefasst. Das Zentrum ihres Reiches war Doriath, das unter dem Schutz der Maia Melian stand. Nach dem Untergang Beleriands fuhren viele Sindar in den Westen nach Aman; jene, die zurückblieben, bevölkerten die Landstriche Lindon (an der Westküste Mittelerdes) oder im Taur nu Fuin (Düsterwald). Ein Merkmal der Sindar ist es, dass sie von einem Verlangen ergriffen werden, in den Westen zu segeln, sobald sie das Meer erblicken oder den Schrei der Möwe hören. Die Noldor sahen die Sindar stets als geringere Elben an, da diese nie das Licht Amans gesehen hatten. Daher wurden die Elben Mittelerdes von ihnen auch als Moriquendi (Dunkelelben) bezeichnet.[4]:S. 481

## Vom Erwachen der Elben
In der History of Middle-earth berichtet Tolkien vom Erwachen der Elben am See Cuiviénen (Wasser des Erwachens oder des Lebens). Zuerst waren es drei Elbenmänner, die ihre Augen öffneten. Diese drei wurden die Elbenväter genannt und sie erwachten in kurzen Zeitabständen nacheinander, so dass sie nach dieser Reihenfolge Imin, Tata und Enel hießen, was nichts anderes als eins, zwei und drei bedeutet. Dieses sind daher auch die ältesten Zahlen, die die Eldar kennen. Das Erste, was sie sahen, waren die Sterne. Eru Illúvatar hatte jedem seiner Kinder einen Ehepartner an die Seite gelegt und so war das Nächste, was sie gewahrten, ihre vorherbestimmten Gemahlinnen. Von deren anmutiger Schönheit waren sie derart fasziniert, dass sie begannen in Worten zu denken, diese auszusprechen oder zu singen. So erweckten sie die drei Elbenfrauen und das Erste, was diese sahen, waren ihre zukünftigen Partner und ihnen gehörte fortan immer ihre erste Liebe, noch vor der Liebe zu den Wundern von Arda. Eine Zeit lang lebten sie so miteinander und erfanden immer neue Worte für die Dinge, die sie umgaben. Imin und Iminye, Tata und Tatie sowie Enel und Enelye brachen gemeinsam auf und erkundeten die Umgebung, in der sie erwacht waren. So kamen sie zu einem kleinen Teich, an dem sie weitere schlafende Elben fanden. Sechs Paare lagen dort und erwachten in ebendiesem Augenblick. Da sagte Imin, er als der Erste, der erweckt wurde, hätte das Recht, diese als seine Begleiter auszuwählen. So schlossen sie diese zwölf Elben Imin und Iminye an.
Diese 18 Elben zogen weiter, erschufen neue Worte und kamen zu einer weiten Lichtung, an der sie neun weitere Elbenpaare gewahrten. Tata erkor nun diese als Zweiter zu seinen Gefährten, nachdem auch diese erwacht waren. Diese nun 36 Elben fanden immer neue Worte und Töne, ehe sie sich wiederum aufmachten, weiter die Umgebung zu erforschen. Sie gelangten an einen Hain aus Birken, in dem sie zwölf weitere Paare vorfanden, die soeben erwacht waren und durch die Zweige der Bäume hinauf in die Sterne blickten. Enel sagte: „Diese 24 sollen zu meinem Volk gehören, da ich nun an der Reihe bin meine Begleiter auszuwählen.“ Nun wurde Imin nachdenklich, da er bemerkte, dass sein Volk das kleinste war und sie jedes Mal mehr Paare gefunden hatten, sobald sie auf Elben trafen. Da beschloss er, zukünftig den anderen beiden Anführern bei der Wahl den Vortritt zu lassen und bis zuletzt zu warten.
Die Schar der nun 60 Elben wanderte gemeinsam weiter, bis sie zu einem Wäldchen am Hang eines kleinen Berges kamen. 18 Elbenpaare lagen dort schlafend. Diese erwachten und sie bemerkten die anderen nicht, denn sie waren so fasziniert von den schimmernden Sternen am Himmel, dass sie diese mit dem Wort „Elen“ anriefen, was von da an der Name der Sterne sein sollte. Imin sagte, dass er jetzt keine Wahl treffen möchte, und daher nahm Tata diese Elben in sein Volk auf, die dunkelhaarig waren und so stark wie die Föhren des Waldes, in dem sie erwacht waren. Von diesen stammten die meisten der späteren Noldor ab.
Die 96 Quendi sprachen viel miteinander und die Neuhinzugekommenen brachten neue, schöne Worte hervor und begannen sie zu variieren. Sie lachten und tanzten alle vergnügt, bis sie alle beschlossen weiterzuziehen, um weitere Elben zu finden. Sie kamen schließlich an einen tiefen dunklen See mit einer steilen Klippe, von der sich ein Wasserfall ergoss und zwischen dessen Wellenschaum sich die Sterne spiegelten. Dort unter dem Wasserfall badeten 24 Elben und obwohl sie noch keine Sprache kannten, sangen sie doch lieblich und ihre Stimmen bildeten ein Echo an den Felswänden und vermischten sich mit dem Rauschen des Wasserfalls. Wieder sagte Imin, er wolle noch warten, denn er hoffte auf eine noch größere Gruppe zu treffen. So nahm Enel diese 48 Elben in sein Volk auf. Nun hatten sie eine Zahl von 144 erreicht und Imin sagte nach einer Weile, dass es Zeit wäre, wieder aufzubrechen und weitere Quendi zu suchen. Doch waren die anderen Elbenfürsten zufrieden und wollten nicht mit ihm gehen. Imin, Iminye und ihre zwölf Begleiter machten sich also allein auf die Suche, doch fanden sie niemanden mehr in der Nähe des Wassers des Erwachens, denn die Legende vom Erwachen der ersten Elben endete hier. Daher rechneten die Quendi immer in Zwölferschritten und die Zahl 144 hatte eine besondere Bedeutung, war sie doch für lange Zeit die höchste Zahl, die sie kannten. So kam es, dass das Volk der Vanyar, die aus diesen 14 Elben Imins hervorgingen, das kleinste der drei Elbenvölker waren. Die Noldor, die das zweite Volk bildeten, waren 56 an der Zahl und die Teleri als die Dritten und Jüngsten, bildeten mit 74 Angehörigen die größte Gruppe.

## Die Zeitalter der Elben
Das Erwachen der Elben fällt in die sogenannten „Jahre der Bäume“, ein Zeitraum, der rund 14370 Sonnenjahren entspricht. Diese Zeit dauerte an bis zur Zerstörung der Bäume durch Melkor, dem Diebstahl der Silmaril, der Ersten Schlacht von Beleriand, an der nur die Avari beteiligt waren, und der Rückkehr der Noldor nach Mittelerde. Bei der Ankunft der Noldor entbrennt die Zweite Schlacht von Beleriand, die Dagor-nuin-Giliath (Schlacht unter den Sternen), bei der Feanor getötet wird und sein Körper durch seinen feurigen Geist zu Asche zerfällt. Mit der Erschaffung von Sonne und Mond und dem Erscheinen der Menschen in Hildóriën (Land der Nachfolger oder Kinder) beginnt im ersten Sonnenaufgang das erste Zeitalter mit einer festen Zeitrechnung, die durch den Lauf der Sonne bestimmt wird.
Dieses Zeitalter dauerte rund 590 Jahre und ist durch die Entstehung und den Fall der großen Elbenreiche sowie durch die Dagor Aglareb (die Schlacht des Ruhmes), die Dagor Bragollach (Schlacht des jähen Feuers), die Nirnaeth Arnoediad (Schlacht der ungezählten Tränen) sowie den Krieg des Zornes gekennzeichnet, bei dem Melkor überwunden und von Arda verbannt wird. In dieser Zeit treffen die Elben mit den drei Häusern der Menschen zusammen und verbünden sich mit ihnen im Kampf gegen Melkor, der hier als Morgoth (Hassfeind) bezeichnet wird.

### Die Elbenreiche Beleriands
Fingolfin, nach Feanors Tod zum Hochkönig der Noldor ernannt, errichtete sein Reich im hohen Norden in Hithlum, genauer in dem Gebiet zwischen den Ered Wethrin (Schattenberge) und den Ered Mithrim (Graue Berge oder Nebelberge) westlich von Ard-galen (Grünes Land), nahe der Festung von Morgoth und seinem Diener Sauron. Seite Festung Barad Eithel (Turm der Quelle) befand sich direkt an der Ostseite der Ered Wethrin, dort wo der Sirion (Großer Strom) seinen Ursprung hatte. Sie bot zum einen Schutz gegen die Übergriffe von Morgoth sowie einen Überblick über die Ebenen von Ard-galen und diente zum anderen auch als Ausgangspunkt für die eigenen Angriffe auf Angband und die von Morgoth aufgetürmten Thangorodrim (Berge der Tyrannei). Sein Sohn Fingon siedelte sich in Dor-Lómin (Dunkelland) im südwestlich Teil Hithlums zwischen den Ered Lomin (Echoberge) im Westen, den Ered Mithrim im Osten und den Ered Wethrin im Süden an. Turgon, sein zweiter Sohn gründete zunächst ein Reich Vinyamar (Neue Heimat) am Berg Taras (Königshorn) in Nevrast (Hinnenküste) südwestlich der Ered Lomin. So verteidigte Fingolfin mit seinen Söhnen das gesamte Gebiet zwischen der Westküste Beleriands und der Bergkette der Ered Wethrin, die sich vom hohen Norden bis zum Berg Taras erstreckte. Turgon wird durch den Vala Ulmo in das Tal von Tumladen geführt, wo er das geheime Reich Gondolin errichten lässt, in dem er sich anschließend lange Zeit vor den Blicken von Morgoth verborgen halten kann.
Feanors Söhne besetzen folgende Gebiete:
- Maedhros begibt sich nach Lothlann (Blütenland), eine Ebene südöstlich von Ard-galen, das im Süden auch „Maedhros Mark“ genannt wird und durch eine kleine Gebirgskette, im Osten durch die Ered Luin (Blaue Berge) und im Norden durch die Ered Engrin (Eisenberge) begrenzt wurde.
- Maglor hatte sein Territorium südlich von Maedhros Gebiet zwischen den beiden Quellflüssen des Gelion.
- „Caranthirs Land“ lag in Thargelion unterhalb des Sees Helevorn (Schwarzglas) zwischen den Ered Luin im Osten und dem Gelion im Westen. Im Süden reichte es bis an den Ascar (der Wilde) und die nördlich davon entlangführende große Zwergenstraße, die von den Zwergenbingen Belegost und Nogrod in den Ered Luin bis zu den Ered Wethrin im Westen führte.
- Amrod und Amras bewachten das Land zwischen den Flüssen Gelion im Osten und Celon im Westen, das im Süden durch die Berge des Andram (Großer Wall) und den Amon Ereb (Einsamer Ber) begrenzt wurde.
- Celegorm und Curufin teilten sich ein Gebiet, das westlich des Celon lag und im Westen durch den Aros getrennt an Doriath, das Reich Thingols und Melians, grenzte. Im Norden befand sich die Himlad (Kalte Ebene) und die Festung Himring, die zu Maedhros Gebiet gehörte.

Die Kinder Finarfins hatten ebenfalls Teile Beleriands besiedelt.
- Finrod Felagund gründete das Reich von Nargothrond, das sich zu beiden Seiten des Narog erstreckte und im Norden an die Ered Wethrin und im Osten an den Sirion grenzte. Er hatte einen Turm auf Tol Sirion, der Sirioninsel, errichtet, der Minas Tirith (Turm der Wacht) genannt wurde und der von seinem Bruder Orodreth bewacht wurde. Finrods Festung lag geschützt in den Höhlen von Nargothrond, die sich in der unzugänglichen Schlucht des Narog befanden. Von hier aus überwachte er das weite Gebiet zwischen den Flüssen, die daher als Talath Dirnen (Bewachte Ebene) bezeichnet wurde.
- Angrod und Aegnor hielten die nördlichen Höhen von Dorthonion (Kiefernland) besetzt, die im Süden an den Taur-nu-Fuin (Wald des Schreckens) und das Nan Dungortheb (Tal des abscheulichen Schreckens) mit seinen Spinnenwesen grenzte. Das Gebiet lag direkt südlich von Ard-galen.
- Galadriël lebte zunächst mit ihrem Bruder Finrod auf Tol Sirion. Als dieser nach Nargothrond zog, begab sie sich nach Doriath, wo sie von Melian unterwiesen wurde. Sie ist die einzige der Elbenfürsten, die den Untergang der Reiche und Beleriands überlebte und später ihr eigenes Reich in Mittelerde gründete.

Die Falas, das große Küstengebiet südlich von Nevrast war von Círdan und den Falathrim besiedelt, im Süden von Beleriand lebten im Taur-im-Duinath (Wald zwischen den Strömen) Dunkelelben (Waldelben) und in Ossiriand wohnten die Grünelben (Laiquendi, Waldelben) oder Lindar, an den östlichen Nebenflüssen des Gelion.

### Ereignisse aus dieser Zeit
Obwohl das Erste Zeitalter in der Zeitrechnung das kürzeste ist, kommt es hier zu vielen Ereignissen, die einen großen Einfluss auf das Schicksal von Mittelerde hatten. Mit dem ersten Aufgehen der Sonne erschienen die Menschen in Mittelerde. Maedhros war noch vor dieser Zeit bei der Rückkehr der Noldor nach Mittelerde von Morgoth gefangen genommen und an in den Höhen der Thangorodrim festgeschmiedet worden. Fingon gelang es im 5. Jahr diesen mit Hilfe des Adlerfürsten Thorondor zu befreien. Dabei verlor er allerdings seine rechte Hand, denn Fingon konnte die Fessel von Morgoth nicht lösen. Als Dank für seine Befreiung trat Maedhros, als ältester Sohn Feanors, den Anspruch der Königswürde für alle Nachfahren Feanors an das Haus Fingolfins ab. Angrod sucht Elu Thingol in Menegroth (Doriath) auf und berichtet ihm von dem Sippenmord in Alqualonde, durch den Feanor und sein Gefolge sich gewaltsam die Schiffe der Teleri (den Verwandten Thingols) angeeignet hatten, um mit diesen nach Mittelerde zu gelangen. Diese Tat hatte zur Verbannung der Noldor aus Aman geführt und ihnen wurde zeitlebens die Rückkehr nach dort verwehrt. Thingol verhängte daraufhin ein Verbot, die Sprache der Noldor (Quenya) in seinem Reich zu sprechen und versagte ihnen jegliche Unterstützung. Melian errichtete ihren Banngürtel um das Reich Doriath, so dass niemand ungesehen dort hineingelangen konnte und die Diener von Morgoth ferngehalten wurden. Auch den Menschen war es nicht gestattet, dieses Reich zu betreten.
Dagor AglarebIn der dritten großen Schlacht, die im Jahr 60 in Beleriand stattfand, konnten die Elben den überraschenden Überfall, bei dem Morgoth Orktruppen ausgesandt hatte, um am Sirionpass im Westen und bei Maglors Lücke im Osten in das Hinterland einzudringen, zurückschlagen. Während die Hauptstreitmacht von Morgoth Dorthonion angriff, gelang es ihnen die Orktruppen zu vernichten und sein Heer vor den Toren Angbands zu stellen und zu vernichten. Daher wird sie in den Annalen die „Ruhmreiche Schlacht“ genannt. Daraufhin begann die Belagerung Angbands durch die Elben. Morgoth versucht mehrmals diese Belagerung zu durch brechen, schickt 155 neue Truppen nach Hithlum, die von Finrod vernichtet werden, dann erscheint im Jahr 260 erstmals ein Drache in Mittelerde. Glaurung, der Goldwurm, kommt aus den Tiefen Angbands hervor, doch auch diesen, noch jung und klein, kann Finrod vertreiben. Es folgt die Zeit des langen Friedens, in der Beor der Alte (262) und Marach (281) im späteren Eriador geboren werden, und der bis ins Jahr 455 andauerte. Aus Beors Volk stammen die ersten Menschen, die die Ered Luin 310 überqueren und dort Finrod begegnen. Die Haladin folgen ihnen im Jahr 312 und das Haus Marach erreicht Beleriand im Jahr darauf. Morgoth greift nun verstärkt die Völker der Menschen an, da diese ihm schwächer erscheinen und leichter zu besiegen oder zu beeinflussen sind. Die Völker der Menschen verbünden sich daraufhin mit den Elbenfürsten. Beor schließt sich Finrod und Hador (aus dem Hause Marachs) Fingolfin an, große Teile des Hauses Beor kehren unter der Führung von Bereg nach Eriador zurück, um nicht in die Kriege gegen Morgoth verwickelt zu werden. Haleth führt die Haladin in den Wald von Brethil westlich von Doriath, wo sie ihre befestigte Ansiedlung auf dem Amon Obel (Berg der Festung) errichten.
Dagor BragollachIm Winter des Jahres 455 hatte Morgoth eine neue Streitmacht erschaffen, es gelang ihm die Belagerung durch die Elben endgültig zu durchbrechen und er schickte erneut Glaurung, der nun ausgewachsen und erstarkt war, aus. Feuerströme kamen aus Angband hervor und verwüsteten Ard-galen, verbrannten die nördlichen Hänge von Dorthonion und die östlichen der Ered Wethrin. Ihnen folgten Heerscharen von Orks, die von feurigen Balrogs begleitet wurden. Glaurung zerstörte Lothlann und brach durch Maglors Lücke bis nach Thargelion und in Ostbeleriand bis an den Andram vor. Fingolfin und Fingon wurden in die Ered Wethrin zurückgedrängt und Hador, der sie begleitete, wurde bei der Verteidigung von Eithel-Sirion erschlagen. Finrod versuchte den Sirionpass zu verteidigen, dieser Pass konnte nur durch das Eingreifen von Barahir (einem Menschen des Hauses Beor) gehalten werden. Barahir rettet Finrod das Leben und erhält dafür von Finrod einen Ring (bekannt als Barahirs Ring), mit dem Versprechen seinem Volk zu Hilfe zu kommen, wann immer sie nach ihm schicken würden. Dorthonion ging verloren und in den dortigen Kämpfen fielen die Brüder Aegnor und Angrod sowie der Mensch Bregolas. Das Volk Beors erlitt starke Verluste. Auch die Elbenvölker hatten erhebliche Verluste zu beklagen, so dass Fingolfin als oberster König allein nach Angband ritt und Morgoth zum Zweikampf herausforderte. Fingolfin fügte Morgoth sieben schwere Wunden zu, doch es gelang ihm nicht, diesen zu besiegen. Der König der Noldor verlor in diesem Kampf sein Leben und konnte von Thorondor geborgen werden. Fingolfin wurde in den nördlichen Echoriath (Umzingelnde Berge) in der Nähe von Gondolin begraben. Im Frühjahr 456 endet nach dem Zweikampf offiziell diese „Schlacht des jähen Feuers“, obwohl Morgoth weiterhin Angriffe ausführen ließ. Fingon, der Sohn Fingolfins, wurde neuer Hochkönig der Noldor in Beleriand.
Sauron erobert und besetzt im Jahr 457 „Minas Tirith“, die Festung auf Tol Sirion und lässt sich dort nieder. Orodreth flieht zu seinem Bruder nach Nargothrond. Húrin und Huor, die einzigen Menschen, die je Gondolin betraten, leben 458 für ein knappes Jahr in der verborgenen Festung und werden von Turgon wie seine eigenen Kinder erzogen. Húrin wird nach seiner Rückkehr und dem Tod seines Vaters Galdor, Herr von Dor-lómin und Vasall Fingons. Beren, der mit seinem Vater Barahir sowie Baragund und Belegund versteckt in Dorthonion gegen Morgoth Truppen kämpfte, verlässt 464 dieses Gebiet nach deren Tod, wobei er den Ring seines Vaters an sich nimmt. Er gelangt an die Grenzen von Doriath, überwindet „Melians Gürtel“, dringt in das Reich Doriath ein und sieht dort erstmals Lúthien Tinúviel, der er von da an tiefer in die Wälder folgt, bis er sie schließlich findet und anspricht.
Nirnaeth ArnoediadDie letzte der 5 großen Schlachten in Beleriand beginnt im Sommer des Jahres 472. Sie findet auf den Ebenen des Anfauglith (Erstickende Asche), des ehemals grünen Gebietes Ard-galen statt. Das Heer von Morgoth wird von dessen Sohn Gothmog (Feindhass, der Name ist quasi eine Silbenumkehr zu Morgoth) und Glaurung angeführt. Die Elben und Menschen stellen sich diesen zusammengeschlossen in „Maedhros’ Bund“ entgegen. Vorangegangen war ein Vorstoß der Truppen von Morgoth gegen das westliche Heer des Bundes und die Verstümmlung und Ermordung eines Elben. Im Zorn über diese Tat griffen große Teile der Bündnisarmmee die Truppen von Morgoth an und trieben sie bis nach Angband zurück. Was zunächst wie eine Niederlage aussah, war jedoch ein geplanter Rückzug und eine Falle, die Morgoth sich erdacht hatte. Aus unzähligen Gängen seiner Festung strömten nun Orks hervor, drängten Fingon zurück und kreisten seine Truppen ein. Turgon war mit einem starken Herr aus Gondolin ausgezogen und kam ihnen zu Hilfe. Aus dem Osten rückte Maedhros mit seiner Armee heran, doch Morgoth schickte ihnen seine Balrogs, Wölfe und Drachen entgegen, so dass sich die Heere nicht gegen ihn vereinigen konnten. Die Entscheidung in dieser Schlacht ging jedoch von den Ostlingen aus, einem Volk der Menschen, die nicht den drei Häusern der Elbenfreunde angehörten. Sie befanden sich bei den Truppen von Maedhros, wechselten inmitten der Schlacht die Seite und schlossen sich der Armee von Morgoth an, der ihnen große Ländereien versprochen hatte. Auch Zwerge gehörten diesem Bündnis an und diese stellten sich den Drachen entgegen. Sie stammten aus Belegost (Große Festung) und ihr Anführer hieß Azaghâl (Großer Krieger). Sie ermöglichten es Maedhros und seinem Heer, sich zurückzuziehen und neu zu sammeln. Fingons Truppen im Westen wurden von Gothmog und seiner Armee bis auf den letzten Krieger ausgelöscht. Turgon und die Menschen aus Dor-lómin, die von Húrin und Huor angeführt wurden, zogen sich über das Fenn von Serech weiter in Richtung Tol Sirion zurück. Die Edain (Menschen) bildeten die Nachhut, um so Turgon den Rückzug nach Gondolin zu ermöglichen. Sie kämpften tapfer, doch wurden sie alle erschlagen, bis auf Húrin, der von Gothmog gefangen genommen wurde. Huor kehrte nicht mehr zu seiner Gemahlin Rían zurück, und auch Húrin wurde für tot gehalten. Diese „Schlacht der ungezählten Tränen“ läutete auch den Fall der verbliebenen Elbenreiche ein, denn Morgoth war an allen Fronten durchgebrochen und brachte große Teile Beleriands in seine Gewalt. Die Leichen der Elben und Menschen wurden inmitten der Anfauglith zu einem Berg aufgetürmt, der Haudh-en-Ndengin (Hügel der Erschlagenen) genannt wurde. Auf diesem Hügel wuchs später immer frisches grünes Gras, und keines der Geschöpfe von Morgoth wagte es, diesen zu betreten. Rían brachte in der Obhut der Elben von Mithrim ihren Sohn Tuor zur Welt, überließ ihnen seine Erziehung und begab sich zu diesem Hügel, um sich dort zum Sterben niederzulegen, da sie den Tod Huors und das Leid, welches über ihr Volk hereinbrach, nicht verwinden konnte.
Im Jahr 495 gelingt es Morgoth mit der Hilfe des Drachen Glaurung zuerst Nargothrond zu zerstören. Die Lage der Stadt Gondolin, seines nun mächtigsten Feindes Turgon, bleibt Morgoth jedoch weiterhin verborgen. Da er glaubt, dass Húrin weiß, wo sich das Versteck befindet, lässt er diesen frei. Im Jahr 509 greifen die Söhne Feanors das Elbenreich Doriath an, da sich dort der Silmaril befindet, den Beren und Lúthien aus der Krone von Morgoth geschnitten hatten. Diese Tat ging als der zweite Sippenmord der Noldor in die Geschichtsschreibung ein. Curufin, Caranthir und Celegorm fallen in diesem Kampf ebenso wie Dior, der Sohn von Lúthien und Beren. Elwing gelingt es mit dem Nauglamír (Zwergenhalsband), in welches der Silmaril eingelassen ist, zu entfliehen. Sie begibt sich zur Mündung des Sirion. Morgoth erfährt von Maeglin, dem Sohn von Aredhel und Eol, wo Gondolin liegt und wie man dorthin gelangen kann. Im Jahr 510 fällt die letzte der Elbenfestungen in Beleriand. Tuor, der Sohn Huors und Schwiegersohn von Turgon kann mit seiner Familie durch einen Geheimgang entfliehen. Sie begeben sich ebenfalls an die Mündung des Sirion.
Der Krieg des ZornsElwing und Earendil gelangen im Jahr 542 nach Aman und erbitten dort die Hilfe der Valar für die Kinder Illúvatars in Mittelerde. Diese begeben sich schließlich 550 selbst nach Mittelerde und liefern sich eine Schlacht mit Morgoth bei der ganz Beleriand zertrümmert, Thangorodrim eingerissen, Angband für immer Abgedeckt und die Armee von Morgoth mit seinen Drachen, Balrogs und Orks vernichtet wurde. Morgoth wurde gefangen und von Arda verbannt. Beleriand versank in der Fluten des Belegaer und lediglich einige kleinere Inseln erinnerten noch an diesen Teil Mittelerdes. Die übrigen Silmaril gingen Verloren und als letzter Sohn Feanors starb auch Maedhros im Jahr 587. Im Jahr 590 wurden viele der überlebenden Elben und die getreuen Menschen von den Valar in den Westen gebracht. Für die Menschen wurde Númenor aus dem Meer emporgehoben und die Elben besiedelten Tol Eressea. Die übrigen Überblenden gründeten neue Reiche im östlichen Teil Mittelerdes, in dem die Ered Luin nun durch den Untergang Beleriands nahe der Küste des großen Meeres lagen.

### Weitere Zeitalter
Die weiteren Zeitalter der Sonne sind geprägt durch die Erzählungen über die Menschen, insbesondere jene Elbenfreunde, die nun zunächst auf Númenor lebten.
- Das Zweite Zeitalter erzählt daher weitestgehend über die Ereignisse auf dieser Insel, von den Königen, die der Linie des Halbelben Elros entstammten, von Intrigen und Verrat bis hin zum Untergang der Insel, der durch den Versuch der Menschen den Kontinent Aman und die Unsterblichland zu erreichen, heraufbeschworen wurde. Es beinhaltet die Zeit, in der Sauron die Ringe der Macht erschaffen ließ. In Eregion befand sich eines der neuen Elbenreiche und hier lebten geschickte Elbenschmiede, unter denen sich auch Galadriël und Celeborn sowie Celebrimbor befanden, der die drei Ringe der Elben (Narya, Nenya und Vilya) erschuf. Sie durchschauten die Pläne Saurons und verbargen diese Ringe, so dass er sie nie berührt hatte und somit keine Macht über sie ausüben konnte. Sauron war darüber erzürnt und überzog Eregion mit Krieg. Daraufhin gründete Elrond, der Halbelb, Imladris, und Galadriël ging mit Celeborn nach Lothloriën. Círdan, der Träger des dritten Ringes, hatte sein Reich an der Westküste bei den „Grauen Anfurten“ in Lindon. Zudem gab es noch das Reich Thranduils im Eryn Galen (Großer Grünwald), seit dem Jahr 1050 des Dritten Zeitalters dann Taur e’Ndaedelos (Wald der dunklen Schatten, Düsterwald oder Nachtschattenwald). Das Zweite Zeitalter endet mit dem „Letzten Bündnis“ aus Elben und Menschen in der Schlacht, die auf dem Dagorlad (Schlachtfeld) und an den Hängen des Orodruin (Feuerberg) geführt wurde, bei dem Sauron durch Isildur der „Eine Ring“ vom Finger geschlagen wurde und in der Elendil (Nachfahre von Elros) und Gil-galad (letzter Hochkönig der Noldor) getötet wurden. Der Zeitraum dieser Ereignisse erstreckt sich über 3441 Sonnenjahre, über sie berichten die Nachrichten aus Mittelerde und die History of Middle-earth.
- Das Dritte Zeitalter ist gekennzeichnet durch die Suche nach dem „Einen Ring“ und endet mit der Zerstörung dieses Ringes, der Vernichtung von Sauron und seinen Werken sowie dem Weggang der Elben und der Träger der Ringe der Macht aus Mittelerde. Das Dritte Zeitalter dauerte 3021 Sonnenjahre. Die Erzählungen dieser Geschichten werden in den Romanen Der Herr der Ringe und Der Hobbit erzählt.
- Das Vierte Zeitalter wird auch als „Zeitalter der Jüngeren“ bezeichnet, in dem die Elben keine tragende Rolle mehr spielen. Es beginnt mit der Krönung Aragorns. Hier enden auch die Erzählungen Tolkiens. Lediglich einige wenige Texte geben noch Auskunft über Ereignisse aus dieser Zeit.

### Elbenreiche in Mittelerde
Nach dem Untergang Beleriands gründeten die Elben, die nicht nach Aman zurückkehren wollten oder durften, neue Reiche in den verbliebenen Gebieten von Mittelerde.
LindonCírdan, der Schiffbauer, gründete im ersten Jahr des Zweiten Zeitalters in der nun entstandenen Förde von Lhûn die Häfen von Mithlond (Grauer Hafen), genannt die Grauen Anfurten. Hier lebte Círdan bis zum Ende des Dritten Zeitalters, als er mit den Ringträgern das letzte Schiff in den Westen bestieg. Círdans Volk wurde Falathrim genannt und zeichnete sich durch das Wissen um die Seefahrt und den Bau von Schiffen aus. Die Grauen Anfurten lagen westlich der Ered Luin und bildeten ein Bruchstück des ehemaligen Thargelion und Ossiriands. Auch Gil-galad lebte eine lange Zeit in Lindon. Die Elben, die mit ihm in der „Schlacht des Letzten Bündnisses“ kämpften, stammten aus diesem Gebiet. Die Förde von Lhûn teilte das Reich in die Gebiete Forlindon im Norden und Harlindon im Süden.
EregionDieses Reich wurde um das Jahr 750 des Zweiten Zeitalters von Galadriël und Celeborn gegründet. Es stand in einer engen wirtschaftlichen und freundschaftlichen Beziehung zu dem Zwergenreich Khazad-dûm (Moria) und lag in Eriador zwischen den Flüssen Glanduin und Bruinen. Die Hauptstadt war Ost-in-Edhil (Elbenfestung). Hier lebten die Gwaith-i-Mírdain (Volk der Juwelenschmiede), zu denen Celebrimbor zählte, der die Runeninschrift auf dem Tor von Moria angebracht hatte. Dieses Reich wurde im Jahr 1697 dieses Zeitalters zerstört.
LothlóriënDas auch oftmals in Anlehnung an das Reich des Vala Irmo nur Lórien genannte Reich Galadriëls und Celeborns war nach dem Vorbild von Doriath gestaltet. Hier wuchsen die großen Mallornbäume, die durch die Macht Galadriëls vor Sauron geschützt waren. Die Elben hatten in Notzeiten einen engen Kontakt zu dem Reich Elronds in Imladris. Die Hauptstadt war Caras Galadhon (Stadt der Großen Bäume), und die Elben des Reiches wurden Galadhrim (Baumvolk) genannt. Lothlóriën wurde zum Beginn des Vierten Zeitalters endgültig aufgegeben.
WaldlandreichDieses Reich lag im großen Grünwald und wurde von Thranduil zu Beginn des Zweiten Zeitalters gegründet. Es blieb trotz seiner Nähe zu Dol Guldur weitgehend von Sauron unbehelligt, doch mussten sich die Bewohner von Thranduils Reich gegen die großen Spinnen und Orks erwehren, die die Wälder durchstreiften.

## Abstammung der Halbelben
Es kam in den ersten Zeitaltern zu Vermischungen zwischen den zwei Gruppen der Kinder Illúvatars. Bekannt sind jeweils Beispiele, in denen eine Elbenfrau einen Menschenmann ehelichte. Aus diesen Beziehungen gingen die Pereldar oder Peredhil (Halbelben) hervor. Zu diesen gehören:
- Lúthiën Tinúviël (Tochter Elu Thingols und Melians, war zudem eine halbe Maia) und Beren (aus dem Hause Beors des Alten), die einen Sohn, Dior, hatten, der wiederum Nimloth, eine Elbin, heiratete. Aus dieser Ehe ging die Halbelbin Elwing hervor, die Earendils Frau wurde.
- Idril Celebrindal (Tochter Turgons und Elenwes) und Tuor (aus den Häusern Haldad und Marach), die einen Sohn, Earendil, hatten, der mit Elwing die Söhne Elrond und Elros (Zwillinge) hatte.
- Arwen (Tochter Elronds und Celebríans) und Aragorn (Nachfahre von Elros Tar-Minyatur), sie hatten mehrere Kinder, zählten jedoch durch die Wahl von Elros und Arwen alle zu den sterblichen Menschen.
- Es gab weitere Beziehungen, die allerdings nicht namentlich bekannt sind. Faramir, der Sohn Denethors II., hatte elbisches Blut, das bei ihm stärker zum Tragen kam als bei seinem Bruder Boromir. Es heißt, eine Elbin aus den Wäldern, die die Elbin Nimrodel begleitete, sei eine Vorfahrin der Menschen aus Dol Amroth gewesen, zu denen Finduilas, die Mutter Faramirs, gehörte.
- Zudem gibt es auch ein Beispiel für eine beinahe zustande gekommene Beziehung zwischen einem Elbenmann und einer Menschenfrau. Hiervon wird in der Athrabeth Finrod ah Andreth berichtet. Andreth war eine Frau aus dem Hause Beors des Alten und sie liebte Aegnor, den Bruder Finrods. Finrod riet Andreth von einer gemeinsamen Zukunft mit seinem Bruder ab, da Aegnor sich auf den Kampf gegen Morgoth konzentrieren sollte und es ihm das Herz brechen würde, wenn Andreth an seiner Seite durch ihr sterbliches Los schnell dahinscheiden würde.

|                                           |                                           |                                           |                                           |                                           |                                           |                                  |                                  |                                  |                                  |                                  |                                  |                       |                       |                       |                       |                              |                              |                              |                              | Quendi (alle Elben)          | Quendi (alle Elben)          | Quendi (alle Elben)   | Quendi (alle Elben)   | Quendi (alle Elben)          | Quendi (alle Elben)          |                              |                              |                               |                               |                               |                               |                                  |                                  |                                  |                                  |                                  |                                  |                                |                                |                                |                                |                                |                                |                                        |                                        |                                        |                                        | Maia                                   | Maia                                   | Maia                     | Maia                     | Maia                     | Maia                     |         |         |                         |                         |                         |                         |                         |                         |          |          | Menschen (Elbenfreunde)    | Menschen (Elbenfreunde)    | Menschen (Elbenfreunde)    | Menschen (Elbenfreunde)    | Menschen (Elbenfreunde)    | Menschen (Elbenfreunde)    |  |  |                   |                   |                   |                   |                   |                   |          |          |          |          |          |          |  |  |  |  |  |  |  |  |  |  |  |  |  |  |  |  |  |  |  |  |  |  |  |  |  |  |  |  |  |  |  |  |  |  |  |  |  |  |  |  |  |  |  |  |  |  |  |  |  |  |  |  |  |  |
|                                           |                                           |                                           |                                           |                                           |                                           |                                  |                                  |                                  |                                  |                                  |                                  |                       |                       |                       |                       |                              |                              |                              |                              | Quendi (alle Elben)          | Quendi (alle Elben)          | Quendi (alle Elben)   | Quendi (alle Elben)   | Quendi (alle Elben)          | Quendi (alle Elben)          |                              |                              |                               |                               |                               |                               |                                  |                                  |                                  |                                  |                                  |                                  |                                |                                |                                |                                |                                |                                |                                        |                                        |                                        |                                        | Maia                                   | Maia                                   | Maia                     | Maia                     | Maia                     | Maia                     |         |         |                         |                         |                         |                         |                         |                         |          |          | Menschen (Elbenfreunde)    | Menschen (Elbenfreunde)    | Menschen (Elbenfreunde)    | Menschen (Elbenfreunde)    | Menschen (Elbenfreunde)    | Menschen (Elbenfreunde)    |  |  |                   |                   |                   |                   |                   |                   |          |          |          |          |          |          |  |  |  |  |  |  |  |  |  |  |  |  |  |  |  |  |  |  |  |  |  |  |  |  |  |  |  |  |  |  |  |  |  |  |  |  |  |  |  |  |  |  |  |  |  |  |  |  |  |  |  |  |  |  |
|                                           |                                           |                                           |                                           |                                           |                                           |                                  |                                  |                                  |                                  |                                  |                                  |                       |                       |                       |                       |                              |                              |                              |                              |                              |                              |                       |                       |                              |                              |                              |                              |                               |                               |                               |                               |                                  |                                  |                                  |                                  |                                  |                                  |                                |                                |                                |                                |                                |                                |                                        |                                        |                                        |                                        |                                        |                                        |                          |                          |                          |                          |         |         |                         |                         |                         |                         |                         |                         |          |          |                            |                            |                            |                            |                            |                            |  |  |                   |                   |                   |                   |                   |                   |          |          |          |          |          |          |  |  |  |  |  |  |  |  |  |  |  |  |  |  |  |  |  |  |  |  |  |  |  |  |  |  |  |  |  |  |  |  |  |  |  |  |  |  |  |  |  |  |  |  |  |  |  |  |  |  |  |  |  |  |
| Vanyar (Ingwe Ingweron)                   | Vanyar (Ingwe Ingweron)                   | Vanyar (Ingwe Ingweron)                   | Vanyar (Ingwe Ingweron)                   | Vanyar (Ingwe Ingweron)                   | Vanyar (Ingwe Ingweron)                   |                                  |                                  | Noldor (Finwe/Indis)             | Noldor (Finwe/Indis)             | Noldor (Finwe/Indis)             | Noldor (Finwe/Indis)             | Noldor (Finwe/Indis)  | Noldor (Finwe/Indis)  |                       |                       | Noldor (Finwe/Míriël)        | Noldor (Finwe/Míriël)        | Noldor (Finwe/Míriël)        | Noldor (Finwe/Míriël)        | Noldor (Finwe/Míriël)        | Noldor (Finwe/Míriël)        |                       |                       | Teleri (Olwe)                | Teleri (Olwe)                | Teleri (Olwe)                | Teleri (Olwe)                | Teleri (Olwe)                 | Teleri (Olwe)                 |                               |                               | Teleri (Lenwe)                   | Teleri (Lenwe)                   | Teleri (Lenwe)                   | Teleri (Lenwe)                   | Teleri (Lenwe)                   | Teleri (Lenwe)                   |                                |                                | Teleri (Elwe)                  | Teleri (Elwe)                  | Teleri (Elwe)                  | Teleri (Elwe)                  | Teleri (Elwe)                          | Teleri (Elwe)                          |                                        |                                        |                                        |                                        |                          |                          |                          |                          |         |         | Beor der Alte Haus Beor | Beor der Alte Haus Beor | Beor der Alte Haus Beor | Beor der Alte Haus Beor | Beor der Alte Haus Beor | Beor der Alte Haus Beor |          |          | Haladin Haus Haldad/Haleth | Haladin Haus Haldad/Haleth | Haladin Haus Haldad/Haleth | Haladin Haus Haldad/Haleth | Haladin Haus Haldad/Haleth | Haladin Haus Haldad/Haleth |  |  | Marach Haus Hador | Marach Haus Hador | Marach Haus Hador | Marach Haus Hador | Marach Haus Hador | Marach Haus Hador |          |          |          |          |          |          |  |  |  |  |  |  |  |  |  |  |  |  |  |  |  |  |  |  |  |  |  |  |  |  |  |  |  |  |  |  |  |  |  |  |  |  |  |  |  |  |  |  |  |  |  |  |  |  |  |  |  |  |  |  |
| Vanyar (Ingwe Ingweron)                   | Vanyar (Ingwe Ingweron)                   | Vanyar (Ingwe Ingweron)                   | Vanyar (Ingwe Ingweron)                   | Vanyar (Ingwe Ingweron)                   | Vanyar (Ingwe Ingweron)                   |                                  |                                  | Noldor (Finwe/Indis)             | Noldor (Finwe/Indis)             | Noldor (Finwe/Indis)             | Noldor (Finwe/Indis)             | Noldor (Finwe/Indis)  | Noldor (Finwe/Indis)  |                       |                       | Noldor (Finwe/Míriël)        | Noldor (Finwe/Míriël)        | Noldor (Finwe/Míriël)        | Noldor (Finwe/Míriël)        | Noldor (Finwe/Míriël)        | Noldor (Finwe/Míriël)        |                       |                       | Teleri (Olwe)                | Teleri (Olwe)                | Teleri (Olwe)                | Teleri (Olwe)                | Teleri (Olwe)                 | Teleri (Olwe)                 |                               |                               | Teleri (Lenwe)                   | Teleri (Lenwe)                   | Teleri (Lenwe)                   | Teleri (Lenwe)                   | Teleri (Lenwe)                   | Teleri (Lenwe)                   |                                |                                | Teleri (Elwe)                  | Teleri (Elwe)                  | Teleri (Elwe)                  | Teleri (Elwe)                  | Teleri (Elwe)                          | Teleri (Elwe)                          |                                        |                                        |                                        |                                        |                          |                          |                          |                          |         |         | Beor der Alte Haus Beor | Beor der Alte Haus Beor | Beor der Alte Haus Beor | Beor der Alte Haus Beor | Beor der Alte Haus Beor | Beor der Alte Haus Beor |          |          | Haladin Haus Haldad/Haleth | Haladin Haus Haldad/Haleth | Haladin Haus Haldad/Haleth | Haladin Haus Haldad/Haleth | Haladin Haus Haldad/Haleth | Haladin Haus Haldad/Haleth |  |  | Marach Haus Hador | Marach Haus Hador | Marach Haus Hador | Marach Haus Hador | Marach Haus Hador | Marach Haus Hador |          |          |          |          |          |          |  |  |  |  |  |  |  |  |  |  |  |  |  |  |  |  |  |  |  |  |  |  |  |  |  |  |  |  |  |  |  |  |  |  |  |  |  |  |  |  |  |  |  |  |  |  |  |  |  |  |  |  |  |  |
| Indis                                     | Indis                                     | Indis                                     | Indis                                     | Indis                                     | Indis                                     |                                  |                                  | Finwe † Eldamar/Aman             | Finwe † Eldamar/Aman             | Finwe † Eldamar/Aman             | Finwe † Eldamar/Aman             | Finwe † Eldamar/Aman  | Finwe † Eldamar/Aman  |                       |                       | Míriël † Eldamar/Aman        | Míriël † Eldamar/Aman        | Míriël † Eldamar/Aman        | Míriël † Eldamar/Aman        | Míriël † Eldamar/Aman        | Míriël † Eldamar/Aman        |                       |                       | Tol Eressea Alqualonde       | Tol Eressea Alqualonde       | Tol Eressea Alqualonde       | Tol Eressea Alqualonde       | Tol Eressea Alqualonde        | Tol Eressea Alqualonde        |                               |                               | Mittelerde Beleriand             | Mittelerde Beleriand             | Mittelerde Beleriand             | Mittelerde Beleriand             | Mittelerde Beleriand             | Mittelerde Beleriand             |                                |                                | Elwe Singollo † Doriath Sindar | Elwe Singollo † Doriath Sindar | Elwe Singollo † Doriath Sindar | Elwe Singollo † Doriath Sindar | Elwe Singollo † Doriath Sindar         | Elwe Singollo † Doriath Sindar         |                                        |                                        | Melian                                 | Melian                                 | Melian                   | Melian                   | Melian                   | Melian                   |         |         | Bregor                  | Bregor                  | Bregor                  | Bregor                  | Bregor                  | Bregor                  |          |          | Hareth                     | Hareth                     | Hareth                     | Hareth                     | Hareth                     | Hareth                     |  |  | Galdor            | Galdor            | Galdor            | Galdor            | Galdor            | Galdor            |          |          |          |          |          |          |  |  |  |  |  |  |  |  |  |  |  |  |  |  |  |  |  |  |  |  |  |  |  |  |  |  |  |  |  |  |  |  |  |  |  |  |  |  |  |  |  |  |  |  |  |  |  |  |  |  |  |  |  |  |
| Indis                                     | Indis                                     | Indis                                     | Indis                                     | Indis                                     | Indis                                     |                                  |                                  | Finwe † Eldamar/Aman             | Finwe † Eldamar/Aman             | Finwe † Eldamar/Aman             | Finwe † Eldamar/Aman             | Finwe † Eldamar/Aman  | Finwe † Eldamar/Aman  |                       |                       | Míriël † Eldamar/Aman        | Míriël † Eldamar/Aman        | Míriël † Eldamar/Aman        | Míriël † Eldamar/Aman        | Míriël † Eldamar/Aman        | Míriël † Eldamar/Aman        |                       |                       | Tol Eressea Alqualonde       | Tol Eressea Alqualonde       | Tol Eressea Alqualonde       | Tol Eressea Alqualonde       | Tol Eressea Alqualonde        | Tol Eressea Alqualonde        |                               |                               | Mittelerde Beleriand             | Mittelerde Beleriand             | Mittelerde Beleriand             | Mittelerde Beleriand             | Mittelerde Beleriand             | Mittelerde Beleriand             |                                |                                | Elwe Singollo † Doriath Sindar | Elwe Singollo † Doriath Sindar | Elwe Singollo † Doriath Sindar | Elwe Singollo † Doriath Sindar | Elwe Singollo † Doriath Sindar         | Elwe Singollo † Doriath Sindar         |                                        |                                        | Melian                                 | Melian                                 | Melian                   | Melian                   | Melian                   | Melian                   |         |         | Bregor                  | Bregor                  | Bregor                  | Bregor                  | Bregor                  | Bregor                  |          |          | Hareth                     | Hareth                     | Hareth                     | Hareth                     | Hareth                     | Hareth                     |  |  | Galdor            | Galdor            | Galdor            | Galdor            | Galdor            | Galdor            |          |          |          |          |          |          |  |  |  |  |  |  |  |  |  |  |  |  |  |  |  |  |  |  |  |  |  |  |  |  |  |  |  |  |  |  |  |  |  |  |  |  |  |  |  |  |  |  |  |  |  |  |  |  |  |  |  |  |  |  |
|                                           |                                           |                                           |                                           |                                           |                                           |                                  |                                  |                                  |                                  |                                  |                                  |                       |                       |                       |                       |                              |                              |                              |                              |                              |                              |                       |                       |                              |                              |                              |                              |                               |                               |                               |                               |                                  |                                  |                                  |                                  |                                  |                                  |                                |                                |                                |                                |                                |                                |                                        |                                        |                                        |                                        |                                        |                                        |                          |                          |                          |                          |         |         |                         |                         |                         |                         |                         |                         |          |          |                            |                            |                            |                            |                            |                            |  |  |                   |                   |                   |                   |                   |                   |          |          |          |          |          |          |  |  |  |  |  |  |  |  |  |  |  |  |  |  |  |  |  |  |  |  |  |  |  |  |  |  |  |  |  |  |  |  |  |  |  |  |  |  |  |  |  |  |  |  |  |  |  |  |  |  |  |  |  |  |
|                                           |                                           |                                           |                                           |                                           |                                           |                                  |                                  |                                  |                                  |                                  |                                  |                       |                       |                       |                       |                              |                              |                              |                              |                              |                              |                       |                       |                              |                              |                              |                              |                               |                               |                               |                               |                                  |                                  |                                  |                                  |                                  |                                  |                                |                                |                                |                                |                                |                                |                                        |                                        |                                        |                                        |                                        |                                        |                          |                          |                          |                          |         |         |                         |                         |                         |                         |                         |                         |          |          |                            |                            |                            |                            |                            |                            |  |  |                   |                   |                   |                   |                   |                   |          |          |          |          |          |          |  |  |  |  |  |  |  |  |  |  |  |  |  |  |  |  |  |  |  |  |  |  |  |  |  |  |  |  |  |  |  |  |  |  |  |  |  |  |  |  |  |  |  |  |  |  |  |  |  |  |  |  |  |  |
|                                           |                                           |                                           |                                           | Vanya ⚭ Noldor                            | Vanya ⚭ Noldor                            | Vanya ⚭ Noldor                   | Vanya ⚭ Noldor                   | Vanya ⚭ Noldor                   | Vanya ⚭ Noldor                   |                                  |                                  |                       |                       |                       |                       |                              |                              |                              |                              |                              |                              |                       |                       |                              |                              |                              |                              |                               |                               |                               |                               | Nandor/Laiquendi Sindar/Úamanyar | Nandor/Laiquendi Sindar/Úamanyar | Nandor/Laiquendi Sindar/Úamanyar | Nandor/Laiquendi Sindar/Úamanyar | Nandor/Laiquendi Sindar/Úamanyar | Nandor/Laiquendi Sindar/Úamanyar |                                |                                |                                |                                |                                |                                | Teleri ⚭ Maia                          | Teleri ⚭ Maia                          | Teleri ⚭ Maia                          | Teleri ⚭ Maia                          | Teleri ⚭ Maia                          | Teleri ⚭ Maia                          |                          |                          | Barahir                  | Barahir                  | Barahir | Barahir | Barahir                 | Barahir                 |                         |                         | Bregolas                | Bregolas                | Bregolas | Bregolas | Bregolas                   | Bregolas                   |                            |                            |                            |                            |  |  |                   |                   |                   |                   |                   |                   |          |          |          |          |          |          |  |  |  |  |  |  |  |  |  |  |  |  |  |  |  |  |  |  |  |  |  |  |  |  |  |  |  |  |  |  |  |  |  |  |  |  |  |  |  |  |  |  |  |  |  |  |  |  |  |  |  |  |  |  |
|                                           |                                           |                                           |                                           | Vanya ⚭ Noldor                            | Vanya ⚭ Noldor                            | Vanya ⚭ Noldor                   | Vanya ⚭ Noldor                   | Vanya ⚭ Noldor                   | Vanya ⚭ Noldor                   |                                  |                                  |                       |                       |                       |                       |                              |                              |                              |                              |                              |                              |                       |                       |                              |                              |                              |                              |                               |                               |                               |                               | Nandor/Laiquendi Sindar/Úamanyar | Nandor/Laiquendi Sindar/Úamanyar | Nandor/Laiquendi Sindar/Úamanyar | Nandor/Laiquendi Sindar/Úamanyar | Nandor/Laiquendi Sindar/Úamanyar | Nandor/Laiquendi Sindar/Úamanyar |                                |                                |                                |                                |                                |                                | Teleri ⚭ Maia                          | Teleri ⚭ Maia                          | Teleri ⚭ Maia                          | Teleri ⚭ Maia                          | Teleri ⚭ Maia                          | Teleri ⚭ Maia                          |                          |                          | Barahir                  | Barahir                  | Barahir | Barahir | Barahir                 | Barahir                 |                         |                         | Bregolas                | Bregolas                | Bregolas | Bregolas | Bregolas                   | Bregolas                   |                            |                            |                            |                            |  |  |                   |                   |                   |                   |                   |                   |          |          |          |          |          |          |  |  |  |  |  |  |  |  |  |  |  |  |  |  |  |  |  |  |  |  |  |  |  |  |  |  |  |  |  |  |  |  |  |  |  |  |  |  |  |  |  |  |  |  |  |  |  |  |  |  |  |  |  |  |
|                                           |                                           |                                           |                                           |                                           |                                           |                                  |                                  |                                  |                                  |                                  |                                  |                       |                       |                       |                       |                              |                              |                              |                              |                              |                              |                       |                       |                              |                              |                              |                              |                               |                               |                               |                               |                                  |                                  |                                  |                                  |                                  |                                  |                                |                                |                                |                                |                                |                                |                                        |                                        |                                        |                                        |                                        |                                        |                          |                          |                          |                          |         |         |                         |                         |                         |                         |                         |                         |          |          |                            |                            |                            |                            |                            |                            |  |  |                   |                   |                   |                   |                   |                   |          |          |          |          |          |          |  |  |  |  |  |  |  |  |  |  |  |  |  |  |  |  |  |  |  |  |  |  |  |  |  |  |  |  |  |  |  |  |  |  |  |  |  |  |  |  |  |  |  |  |  |  |  |  |  |  |  |  |  |  |
|                                           |                                           |                                           |                                           |                                           |                                           |                                  |                                  |                                  |                                  |                                  |                                  |                       |                       |                       |                       |                              |                              |                              |                              |                              |                              |                       |                       |                              |                              |                              |                              |                               |                               |                               |                               |                                  |                                  |                                  |                                  |                                  |                                  |                                |                                |                                |                                |                                |                                |                                        |                                        |                                        |                                        |                                        |                                        |                          |                          |                          |                          |         |         |                         |                         |                         |                         |                         |                         |          |          |                            |                            |                            |                            |                            |                            |  |  |                   |                   |                   |                   |                   |                   |          |          |          |          |          |          |  |  |  |  |  |  |  |  |  |  |  |  |  |  |  |  |  |  |  |  |  |  |  |  |  |  |  |  |  |  |  |  |  |  |  |  |  |  |  |  |  |  |  |  |  |  |  |  |  |  |  |  |  |  |
| Finarfin Eldamar/Valinor                  | Finarfin Eldamar/Valinor                  | Finarfin Eldamar/Valinor                  | Finarfin Eldamar/Valinor                  | Finarfin Eldamar/Valinor                  | Finarfin Eldamar/Valinor                  |                                  |                                  | Fingolfin † Mithrim              | Fingolfin † Mithrim              | Fingolfin † Mithrim              | Fingolfin † Mithrim              | Fingolfin † Mithrim   | Fingolfin † Mithrim   |                       |                       | Feanor † Beleriand           | Feanor † Beleriand           | Feanor † Beleriand           | Feanor † Beleriand           | Feanor † Beleriand           | Feanor † Beleriand           |                       |                       | Earwen Alqualonde            | Earwen Alqualonde            | Earwen Alqualonde            | Earwen Alqualonde            | Earwen Alqualonde             | Earwen Alqualonde             |                               |                               |                                  |                                  |                                  |                                  |                                  |                                  |                                |                                |                                |                                |                                |                                | Lúthiën Tiníviël (†) Doriath/Tol Galen | Lúthiën Tiníviël (†) Doriath/Tol Galen | Lúthiën Tiníviël (†) Doriath/Tol Galen | Lúthiën Tiníviël (†) Doriath/Tol Galen | Lúthiën Tiníviël (†) Doriath/Tol Galen | Lúthiën Tiníviël (†) Doriath/Tol Galen |                          |                          | Beren                    | Beren                    | Beren   | Beren   | Beren                   | Beren                   | Belegund                | Belegund                | Belegund                | Belegund                | Belegund | Belegund |                            |                            |                            |                            |                            |                            |  |  |                   |                   |                   |                   |                   |                   | Baragund | Baragund | Baragund | Baragund | Baragund | Baragund |  |  |  |  |  |  |  |  |  |  |  |  |  |  |  |  |  |  |  |  |  |  |  |  |  |  |  |  |  |  |  |  |  |  |  |  |  |  |  |  |  |  |  |  |  |  |  |  |  |  |  |  |  |  |
| Finarfin Eldamar/Valinor                  | Finarfin Eldamar/Valinor                  | Finarfin Eldamar/Valinor                  | Finarfin Eldamar/Valinor                  | Finarfin Eldamar/Valinor                  | Finarfin Eldamar/Valinor                  |                                  |                                  | Fingolfin † Mithrim              | Fingolfin † Mithrim              | Fingolfin † Mithrim              | Fingolfin † Mithrim              | Fingolfin † Mithrim   | Fingolfin † Mithrim   |                       |                       | Feanor † Beleriand           | Feanor † Beleriand           | Feanor † Beleriand           | Feanor † Beleriand           | Feanor † Beleriand           | Feanor † Beleriand           |                       |                       | Earwen Alqualonde            | Earwen Alqualonde            | Earwen Alqualonde            | Earwen Alqualonde            | Earwen Alqualonde             | Earwen Alqualonde             |                               |                               |                                  |                                  |                                  |                                  |                                  |                                  |                                |                                |                                |                                |                                |                                | Lúthiën Tiníviël (†) Doriath/Tol Galen | Lúthiën Tiníviël (†) Doriath/Tol Galen | Lúthiën Tiníviël (†) Doriath/Tol Galen | Lúthiën Tiníviël (†) Doriath/Tol Galen | Lúthiën Tiníviël (†) Doriath/Tol Galen | Lúthiën Tiníviël (†) Doriath/Tol Galen |                          |                          | Beren                    | Beren                    | Beren   | Beren   | Beren                   | Beren                   | Belegund                | Belegund                | Belegund                | Belegund                | Belegund | Belegund |                            |                            |                            |                            |                            |                            |  |  |                   |                   |                   |                   |                   |                   | Baragund | Baragund | Baragund | Baragund | Baragund | Baragund |  |  |  |  |  |  |  |  |  |  |  |  |  |  |  |  |  |  |  |  |  |  |  |  |  |  |  |  |  |  |  |  |  |  |  |  |  |  |  |  |  |  |  |  |  |  |  |  |  |  |  |  |  |  |
|                                           |                                           |                                           |                                           |                                           |                                           |                                  |                                  |                                  |                                  |                                  |                                  |                       |                       |                       |                       |                              |                              |                              |                              |                              |                              |                       |                       |                              |                              |                              |                              |                               |                               |                               |                               |                                  |                                  |                                  |                                  |                                  |                                  |                                |                                |                                |                                |                                |                                |                                        |                                        |                                        |                                        |                                        |                                        |                          |                          |                          |                          |         |         |                         |                         |                         |                         |                         |                         |          |          |                            |                            |                            |                            |                            |                            |  |  |                   |                   |                   |                   |                   |                   |          |          |          |          |          |          |  |  |  |  |  |  |  |  |  |  |  |  |  |  |  |  |  |  |  |  |  |  |  |  |  |  |  |  |  |  |  |  |  |  |  |  |  |  |  |  |  |  |  |  |  |  |  |  |  |  |  |  |  |  |
|                                           |                                           |                                           |                                           |                                           |                                           |                                  |                                  |                                  |                                  |                                  |                                  |                       |                       |                       |                       |                              |                              |                              |                              |                              |                              |                       |                       |                              |                              |                              |                              |                               |                               |                               |                               |                                  |                                  |                                  |                                  |                                  |                                  |                                |                                |                                |                                |                                |                                |                                        |                                        |                                        |                                        |                                        |                                        |                          |                          |                          |                          |         |         |                         |                         |                         |                         |                         |                         |          |          |                            |                            |                            |                            |                            |                            |  |  |                   |                   |                   |                   |                   |                   |          |          |          |          |          |          |  |  |  |  |  |  |  |  |  |  |  |  |  |  |  |  |  |  |  |  |  |  |  |  |  |  |  |  |  |  |  |  |  |  |  |  |  |  |  |  |  |  |  |  |  |  |  |  |  |  |  |  |  |  |
|                                           |                                           |                                           |                                           |                                           |                                           |                                  |                                  |                                  |                                  |                                  |                                  |                       |                       |                       |                       | Feanors Söhne † Ostbeleriand | Feanors Söhne † Ostbeleriand | Feanors Söhne † Ostbeleriand | Feanors Söhne † Ostbeleriand | Feanors Söhne † Ostbeleriand | Feanors Söhne † Ostbeleriand |                       |                       |                              |                              |                              |                              | Fingon † Dor Lómin            | Fingon † Dor Lómin            | Fingon † Dor Lómin            | Fingon † Dor Lómin            | Fingon † Dor Lómin               | Fingon † Dor Lómin               | Aredhel Nan Elmoth/ † Gondolin   | Aredhel Nan Elmoth/ † Gondolin   | Aredhel Nan Elmoth/ † Gondolin   | Aredhel Nan Elmoth/ † Gondolin   | Aredhel Nan Elmoth/ † Gondolin | Aredhel Nan Elmoth/ † Gondolin | Turgon Nevrast/ † Gondolin     | Turgon Nevrast/ † Gondolin     | Turgon Nevrast/ † Gondolin     | Turgon Nevrast/ † Gondolin     | Turgon Nevrast/ † Gondolin             | Turgon Nevrast/ † Gondolin             |                                        |                                        | Dior Halbelb † Doriath                 | Dior Halbelb † Doriath                 | Dior Halbelb † Doriath   | Dior Halbelb † Doriath   | Dior Halbelb † Doriath   | Dior Halbelb † Doriath   |         |         |                         |                         | Rían                    | Rían                    | Rían                    | Rían                    | Rían     | Rían     | Huor                       | Huor                       | Huor                       | Huor                       | Huor                       | Huor                       |  |  | Húrin             | Húrin             | Húrin             | Húrin             | Húrin             | Húrin             | Morwen   | Morwen   | Morwen   | Morwen   | Morwen   | Morwen   |  |  |  |  |  |  |  |  |  |  |  |  |  |  |  |  |  |  |  |  |  |  |  |  |  |  |  |  |  |  |  |  |  |  |  |  |  |  |  |  |  |  |  |  |  |  |  |  |  |  |  |  |  |  |
|                                           |                                           |                                           |                                           |                                           |                                           |                                  |                                  |                                  |                                  |                                  |                                  |                       |                       |                       |                       | Feanors Söhne † Ostbeleriand | Feanors Söhne † Ostbeleriand | Feanors Söhne † Ostbeleriand | Feanors Söhne † Ostbeleriand | Feanors Söhne † Ostbeleriand | Feanors Söhne † Ostbeleriand |                       |                       |                              |                              |                              |                              | Fingon † Dor Lómin            | Fingon † Dor Lómin            | Fingon † Dor Lómin            | Fingon † Dor Lómin            | Fingon † Dor Lómin               | Fingon † Dor Lómin               | Aredhel Nan Elmoth/ † Gondolin   | Aredhel Nan Elmoth/ † Gondolin   | Aredhel Nan Elmoth/ † Gondolin   | Aredhel Nan Elmoth/ † Gondolin   | Aredhel Nan Elmoth/ † Gondolin | Aredhel Nan Elmoth/ † Gondolin | Turgon Nevrast/ † Gondolin     | Turgon Nevrast/ † Gondolin     | Turgon Nevrast/ † Gondolin     | Turgon Nevrast/ † Gondolin     | Turgon Nevrast/ † Gondolin             | Turgon Nevrast/ † Gondolin             |                                        |                                        | Dior Halbelb † Doriath                 | Dior Halbelb † Doriath                 | Dior Halbelb † Doriath   | Dior Halbelb † Doriath   | Dior Halbelb † Doriath   | Dior Halbelb † Doriath   |         |         |                         |                         | Rían                    | Rían                    | Rían                    | Rían                    | Rían     | Rían     | Huor                       | Huor                       | Huor                       | Huor                       | Huor                       | Huor                       |  |  | Húrin             | Húrin             | Húrin             | Húrin             | Húrin             | Húrin             | Morwen   | Morwen   | Morwen   | Morwen   | Morwen   | Morwen   |  |  |  |  |  |  |  |  |  |  |  |  |  |  |  |  |  |  |  |  |  |  |  |  |  |  |  |  |  |  |  |  |  |  |  |  |  |  |  |  |  |  |  |  |  |  |  |  |  |  |  |  |  |  |
|                                           |                                           |                                           |                                           |                                           |                                           |                                  |                                  |                                  |                                  |                                  |                                  |                       |                       |                       |                       |                              |                              |                              |                              |                              |                              |                       |                       |                              |                              |                              |                              |                               |                               |                               |                               |                                  |                                  |                                  |                                  |                                  |                                  |                                |                                |                                |                                |                                |                                |                                        |                                        |                                        |                                        |                                        |                                        |                          |                          |                          |                          |         |         |                         |                         |                         |                         |                         |                         |          |          |                            |                            |                            |                            |                            |                            |  |  |                   |                   |                   |                   |                   |                   |          |          |          |          |          |          |  |  |  |  |  |  |  |  |  |  |  |  |  |  |  |  |  |  |  |  |  |  |  |  |  |  |  |  |  |  |  |  |  |  |  |  |  |  |  |  |  |  |  |  |  |  |  |  |  |  |  |  |  |  |
|                                           |                                           |                                           |                                           |                                           |                                           |                                  |                                  |                                  |                                  |                                  |                                  | Vanya/Noldor ⚭ Teleri | Vanya/Noldor ⚭ Teleri | Vanya/Noldor ⚭ Teleri | Vanya/Noldor ⚭ Teleri | Vanya/Noldor ⚭ Teleri        | Vanya/Noldor ⚭ Teleri        |                              |                              |                              |                              |                       |                       |                              |                              |                              |                              | Gil-galad † Dagorlad          | Gil-galad † Dagorlad          | Gil-galad † Dagorlad          | Gil-galad † Dagorlad          | Gil-galad † Dagorlad             | Gil-galad † Dagorlad             |                                  |                                  |                                  |                                  |                                |                                | Idril Celebrindal              | Idril Celebrindal              | Idril Celebrindal              | Idril Celebrindal              | Idril Celebrindal                      | Idril Celebrindal                      |                                        |                                        |                                        |                                        |                          |                          |                          |                          |         |         |                         |                         | Tuor                    | Tuor                    | Tuor                    | Tuor                    | Tuor     | Tuor     |                            |                            |                            |                            |                            |                            |  |  | Túrin             | Túrin             | Túrin             | Túrin             | Túrin             | Túrin             |          |          |          |          |          |          |  |  |  |  |  |  |  |  |  |  |  |  |  |  |  |  |  |  |  |  |  |  |  |  |  |  |  |  |  |  |  |  |  |  |  |  |  |  |  |  |  |  |  |  |  |  |  |  |  |  |  |  |  |  |
|                                           |                                           |                                           |                                           |                                           |                                           |                                  |                                  |                                  |                                  |                                  |                                  | Vanya/Noldor ⚭ Teleri | Vanya/Noldor ⚭ Teleri | Vanya/Noldor ⚭ Teleri | Vanya/Noldor ⚭ Teleri | Vanya/Noldor ⚭ Teleri        | Vanya/Noldor ⚭ Teleri        |                              |                              |                              |                              |                       |                       |                              |                              |                              |                              | Gil-galad † Dagorlad          | Gil-galad † Dagorlad          | Gil-galad † Dagorlad          | Gil-galad † Dagorlad          | Gil-galad † Dagorlad             | Gil-galad † Dagorlad             |                                  |                                  |                                  |                                  |                                |                                | Idril Celebrindal              | Idril Celebrindal              | Idril Celebrindal              | Idril Celebrindal              | Idril Celebrindal                      | Idril Celebrindal                      |                                        |                                        |                                        |                                        |                          |                          |                          |                          |         |         |                         |                         | Tuor                    | Tuor                    | Tuor                    | Tuor                    | Tuor     | Tuor     |                            |                            |                            |                            |                            |                            |  |  | Túrin             | Túrin             | Túrin             | Túrin             | Túrin             | Túrin             |          |          |          |          |          |          |  |  |  |  |  |  |  |  |  |  |  |  |  |  |  |  |  |  |  |  |  |  |  |  |  |  |  |  |  |  |  |  |  |  |  |  |  |  |  |  |  |  |  |  |  |  |  |  |  |  |  |  |  |  |
|                                           |                                           |                                           |                                           |                                           |                                           |                                  |                                  |                                  |                                  |                                  |                                  |                       |                       |                       |                       |                              |                              |                              |                              |                              |                              |                       |                       |                              |                              |                              |                              |                               |                               |                               |                               |                                  |                                  |                                  |                                  |                                  |                                  |                                |                                |                                |                                |                                |                                |                                        |                                        |                                        |                                        |                                        |                                        |                          |                          |                          |                          |         |         |                         |                         |                         |                         |                         |                         |          |          |                            |                            |                            |                            |                            |                            |  |  |                   |                   |                   |                   |                   |                   |          |          |          |          |          |          |  |  |  |  |  |  |  |  |  |  |  |  |  |  |  |  |  |  |  |  |  |  |  |  |  |  |  |  |  |  |  |  |  |  |  |  |  |  |  |  |  |  |  |  |  |  |  |  |  |  |  |  |  |  |
| Finrod Felagund Nargothrond/ † Tol Sírion | Finrod Felagund Nargothrond/ † Tol Sírion | Finrod Felagund Nargothrond/ † Tol Sírion | Finrod Felagund Nargothrond/ † Tol Sírion | Finrod Felagund Nargothrond/ † Tol Sírion | Finrod Felagund Nargothrond/ † Tol Sírion | Orodreth Nargothrond/ † Tumhalad | Orodreth Nargothrond/ † Tumhalad | Orodreth Nargothrond/ † Tumhalad | Orodreth Nargothrond/ † Tumhalad | Orodreth Nargothrond/ † Tumhalad | Orodreth Nargothrond/ † Tumhalad | Angrod † Thangorodrim | Angrod † Thangorodrim | Angrod † Thangorodrim | Angrod † Thangorodrim | Angrod † Thangorodrim        | Angrod † Thangorodrim        | Aegnor † Thangorodrim        | Aegnor † Thangorodrim        | Aegnor † Thangorodrim        | Aegnor † Thangorodrim        | Aegnor † Thangorodrim | Aegnor † Thangorodrim | Galadriël Eregion/Lothlóriën | Galadriël Eregion/Lothlóriën | Galadriël Eregion/Lothlóriën | Galadriël Eregion/Lothlóriën | Galadriël Eregion/Lothlóriën  | Galadriël Eregion/Lothlóriën  |                               |                               | Celeborn Eregion/Lothlóriën      | Celeborn Eregion/Lothlóriën      | Celeborn Eregion/Lothlóriën      | Celeborn Eregion/Lothlóriën      | Celeborn Eregion/Lothlóriën      | Celeborn Eregion/Lothlóriën      |                                |                                | Earendil Halbelb               | Earendil Halbelb               | Earendil Halbelb               | Earendil Halbelb               | Earendil Halbelb                       | Earendil Halbelb                       |                                        |                                        | Elwing Halbelbin                       | Elwing Halbelbin                       | Elwing Halbelbin         | Elwing Halbelbin         | Elwing Halbelbin         | Elwing Halbelbin         |         |         |                         |                         |                         |                         |                         |                         |          |          |                            |                            |                            |                            |                            |                            |  |  |                   |                   |                   |                   |                   |                   |          |          |          |          |          |          |  |  |  |  |  |  |  |  |  |  |  |  |  |  |  |  |  |  |  |  |  |  |  |  |  |  |  |  |  |  |  |  |  |  |  |  |  |  |  |  |  |  |  |  |  |  |  |  |  |  |  |  |  |  |
| Finrod Felagund Nargothrond/ † Tol Sírion | Finrod Felagund Nargothrond/ † Tol Sírion | Finrod Felagund Nargothrond/ † Tol Sírion | Finrod Felagund Nargothrond/ † Tol Sírion | Finrod Felagund Nargothrond/ † Tol Sírion | Finrod Felagund Nargothrond/ † Tol Sírion | Orodreth Nargothrond/ † Tumhalad | Orodreth Nargothrond/ † Tumhalad | Orodreth Nargothrond/ † Tumhalad | Orodreth Nargothrond/ † Tumhalad | Orodreth Nargothrond/ † Tumhalad | Orodreth Nargothrond/ † Tumhalad | Angrod † Thangorodrim | Angrod † Thangorodrim | Angrod † Thangorodrim | Angrod † Thangorodrim | Angrod † Thangorodrim        | Angrod † Thangorodrim        | Aegnor † Thangorodrim        | Aegnor † Thangorodrim        | Aegnor † Thangorodrim        | Aegnor † Thangorodrim        | Aegnor † Thangorodrim | Aegnor † Thangorodrim | Galadriël Eregion/Lothlóriën | Galadriël Eregion/Lothlóriën | Galadriël Eregion/Lothlóriën | Galadriël Eregion/Lothlóriën | Galadriël Eregion/Lothlóriën  | Galadriël Eregion/Lothlóriën  |                               |                               | Celeborn Eregion/Lothlóriën      | Celeborn Eregion/Lothlóriën      | Celeborn Eregion/Lothlóriën      | Celeborn Eregion/Lothlóriën      | Celeborn Eregion/Lothlóriën      | Celeborn Eregion/Lothlóriën      |                                |                                | Earendil Halbelb               | Earendil Halbelb               | Earendil Halbelb               | Earendil Halbelb               | Earendil Halbelb                       | Earendil Halbelb                       |                                        |                                        | Elwing Halbelbin                       | Elwing Halbelbin                       | Elwing Halbelbin         | Elwing Halbelbin         | Elwing Halbelbin         | Elwing Halbelbin         |         |         |                         |                         |                         |                         |                         |                         |          |          |                            |                            |                            |                            |                            |                            |  |  |                   |                   |                   |                   |                   |                   |          |          |          |          |          |          |  |  |  |  |  |  |  |  |  |  |  |  |  |  |  |  |  |  |  |  |  |  |  |  |  |  |  |  |  |  |  |  |  |  |  |  |  |  |  |  |  |  |  |  |  |  |  |  |  |  |  |  |  |  |
|                                           |                                           |                                           |                                           |                                           |                                           |                                  |                                  |                                  |                                  |                                  |                                  |                       |                       |                       |                       |                              |                              |                              |                              |                              |                              |                       |                       |                              |                              |                              |                              |                               |                               |                               |                               |                                  |                                  |                                  |                                  |                                  |                                  |                                |                                |                                |                                |                                |                                |                                        |                                        |                                        |                                        |                                        |                                        |                          |                          |                          |                          |         |         |                         |                         |                         |                         |                         |                         |          |          |                            |                            |                            |                            |                            |                            |  |  |                   |                   |                   |                   |                   |                   |          |          |          |          |          |          |  |  |  |  |  |  |  |  |  |  |  |  |  |  |  |  |  |  |  |  |  |  |  |  |  |  |  |  |  |  |  |  |  |  |  |  |  |  |  |  |  |  |  |  |  |  |  |  |  |  |  |  |  |  |
|                                           |                                           |                                           |                                           |                                           |                                           |                                  |                                  |                                  |                                  |                                  |                                  |                       |                       |                       |                       |                              |                              |                              |                              |                              |                              |                       |                       |                              |                              |                              |                              |                               |                               |                               |                               |                                  |                                  |                                  |                                  |                                  |                                  |                                |                                |                                |                                |                                |                                |                                        |                                        |                                        |                                        |                                        |                                        |                          |                          |                          |                          |         |         |                         |                         |                         |                         |                         |                         |          |          |                            |                            |                            |                            |                            |                            |  |  |                   |                   |                   |                   |                   |                   |          |          |          |          |          |          |  |  |  |  |  |  |  |  |  |  |  |  |  |  |  |  |  |  |  |  |  |  |  |  |  |  |  |  |  |  |  |  |  |  |  |  |  |  |  |  |  |  |  |  |  |  |  |  |  |  |  |  |  |  |
|                                           |                                           |                                           |                                           |                                           |                                           |                                  |                                  |                                  |                                  |                                  |                                  |                       |                       |                       |                       |                              |                              |                              |                              |                              |                              |                       |                       |                              |                              |                              |                              | Celebrían Lothlóriën/Imladris | Celebrían Lothlóriën/Imladris | Celebrían Lothlóriën/Imladris | Celebrían Lothlóriën/Imladris | Celebrían Lothlóriën/Imladris    | Celebrían Lothlóriën/Imladris    |                                  |                                  |                                  |                                  |                                |                                | Elrond Halbelb                 | Elrond Halbelb                 | Elrond Halbelb                 | Elrond Halbelb                 | Elrond Halbelb                         | Elrond Halbelb                         |                                        |                                        | Elros Númenórer (Mensch)               | Elros Númenórer (Mensch)               | Elros Númenórer (Mensch) | Elros Númenórer (Mensch) | Elros Númenórer (Mensch) | Elros Númenórer (Mensch) |         |         |                         |                         |                         |                         |                         |                         |          |          |                            |                            |                            |                            |                            |                            |  |  |                   |                   |                   |                   |                   |                   |          |          |          |          |          |          |  |  |  |  |  |  |  |  |  |  |  |  |  |  |  |  |  |  |  |  |  |  |  |  |  |  |  |  |  |  |  |  |  |  |  |  |  |  |  |  |  |  |  |  |  |  |  |  |  |  |  |  |  |  |
|                                           |                                           |                                           |                                           |                                           |                                           |                                  |                                  |                                  |                                  |                                  |                                  |                       |                       |                       |                       |                              |                              |                              |                              |                              |                              |                       |                       |                              |                              |                              |                              | Celebrían Lothlóriën/Imladris | Celebrían Lothlóriën/Imladris | Celebrían Lothlóriën/Imladris | Celebrían Lothlóriën/Imladris | Celebrían Lothlóriën/Imladris    | Celebrían Lothlóriën/Imladris    |                                  |                                  |                                  |                                  |                                |                                | Elrond Halbelb                 | Elrond Halbelb                 | Elrond Halbelb                 | Elrond Halbelb                 | Elrond Halbelb                         | Elrond Halbelb                         |                                        |                                        | Elros Númenórer (Mensch)               | Elros Númenórer (Mensch)               | Elros Númenórer (Mensch) | Elros Númenórer (Mensch) | Elros Númenórer (Mensch) | Elros Númenórer (Mensch) |         |         |                         |                         |                         |                         |                         |                         |          |          |                            |                            |                            |                            |                            |                            |  |  |                   |                   |                   |                   |                   |                   |          |          |          |          |          |          |  |  |  |  |  |  |  |  |  |  |  |  |  |  |  |  |  |  |  |  |  |  |  |  |  |  |  |  |  |  |  |  |  |  |  |  |  |  |  |  |  |  |  |  |  |  |  |  |  |  |  |  |  |  |
|                                           |                                           |                                           |                                           |                                           |                                           |                                  |                                  |                                  |                                  |                                  |                                  |                       |                       |                       |                       |                              |                              |                              |                              |                              |                              |                       |                       |                              |                              |                              |                              |                               |                               |                               |                               |                                  |                                  |                                  |                                  |                                  |                                  |                                |                                |                                |                                |                                |                                |                                        |                                        |                                        |                                        |                                        |                                        |                          |                          |                          |                          |         |         |                         |                         |                         |                         |                         |                         |          |          |                            |                            |                            |                            |                            |                            |  |  |                   |                   |                   |                   |                   |                   |          |          |          |          |          |          |  |  |  |  |  |  |  |  |  |  |  |  |  |  |  |  |  |  |  |  |  |  |  |  |  |  |  |  |  |  |  |  |  |  |  |  |  |  |  |  |  |  |  |  |  |  |  |  |  |  |  |  |  |  |
|                                           |                                           |                                           |                                           |                                           |                                           |                                  |                                  |                                  |                                  |                                  |                                  |                       |                       |                       |                       |                              |                              |                              |                              |                              |                              |                       |                       |                              |                              |                              |                              |                               |                               |                               |                               |                                  |                                  |                                  |                                  |                                  |                                  |                                |                                |                                |                                |                                |                                |                                        |                                        |                                        |                                        |                                        |                                        |                          |                          |                          |                          |         |         |                         |                         |                         |                         |                         |                         |          |          |                            |                            |                            |                            |                            |                            |  |  |                   |                   |                   |                   |                   |                   |          |          |          |          |          |          |  |  |  |  |  |  |  |  |  |  |  |  |  |  |  |  |  |  |  |  |  |  |  |  |  |  |  |  |  |  |  |  |  |  |  |  |  |  |  |  |  |  |  |  |  |  |  |  |  |  |  |  |  |  |
|                                           |                                           |                                           |                                           |                                           |                                           |                                  |                                  |                                  |                                  |                                  |                                  |                       |                       |                       |                       |                              |                              |                              |                              |                              |                              |                       |                       |                              |                              |                              |                              | Elladan Halbelb               | Elladan Halbelb               | Elladan Halbelb               | Elladan Halbelb               | Elladan Halbelb                  | Elladan Halbelb                  | Elrohir Halbelb                  | Elrohir Halbelb                  | Elrohir Halbelb                  | Elrohir Halbelb                  | Elrohir Halbelb                | Elrohir Halbelb                | Arwen Imladris/ † Lothlóriën   | Arwen Imladris/ † Lothlóriën   | Arwen Imladris/ † Lothlóriën   | Arwen Imladris/ † Lothlóriën   | Arwen Imladris/ † Lothlóriën           | Arwen Imladris/ † Lothlóriën           |                                        |                                        | Aragorn Dúnadan (Mensch)               | Aragorn Dúnadan (Mensch)               | Aragorn Dúnadan (Mensch) | Aragorn Dúnadan (Mensch) | Aragorn Dúnadan (Mensch) | Aragorn Dúnadan (Mensch) |         |         |                         |                         |                         |                         |                         |                         |          |          |                            |                            |                            |                            |                            |                            |  |  |                   |                   |                   |                   |                   |                   |          |          |          |          |          |          |  |  |  |  |  |  |  |  |  |  |  |  |  |  |  |  |  |  |  |  |  |  |  |  |  |  |  |  |  |  |  |  |  |  |  |  |  |  |  |  |  |  |  |  |  |  |  |  |  |  |  |  |  |  |
|                                           |                                           |                                           |                                           |                                           |                                           |                                  |                                  |                                  |                                  |                                  |                                  |                       |                       |                       |                       |                              |                              |                              |                              |                              |                              |                       |                       |                              |                              |                              |                              | Elladan Halbelb               | Elladan Halbelb               | Elladan Halbelb               | Elladan Halbelb               | Elladan Halbelb                  | Elladan Halbelb                  | Elrohir Halbelb                  | Elrohir Halbelb                  | Elrohir Halbelb                  | Elrohir Halbelb                  | Elrohir Halbelb                | Elrohir Halbelb                | Arwen Imladris/ † Lothlóriën   | Arwen Imladris/ † Lothlóriën   | Arwen Imladris/ † Lothlóriën   | Arwen Imladris/ † Lothlóriën   | Arwen Imladris/ † Lothlóriën           | Arwen Imladris/ † Lothlóriën           |                                        |                                        | Aragorn Dúnadan (Mensch)               | Aragorn Dúnadan (Mensch)               | Aragorn Dúnadan (Mensch) | Aragorn Dúnadan (Mensch) | Aragorn Dúnadan (Mensch) | Aragorn Dúnadan (Mensch) |         |         |                         |                         |                         |                         |                         |                         |          |          |                            |                            |                            |                            |                            |                            |  |  |                   |                   |                   |                   |                   |                   |          |          |          |          |          |          |  |  |  |  |  |  |  |  |  |  |  |  |  |  |  |  |  |  |  |  |  |  |  |  |  |  |  |  |  |  |  |  |  |  |  |  |  |  |  |  |  |  |  |  |  |  |  |  |  |  |  |  |  |  |

1. ↑  Finwe wurde von Melkor erschlagen
2. ↑  Míriël verstarb kurz nach der Geburt Feanors an Erschöpfung
3. ↑  Elu Thingol (Elwe) wurde von Zwergen aus Nogrod erschlagen
4. ↑  Melian kehrte nach dem Tod Elwes (Elu Thingols) nach Lórien in Valinor (Aman) zurück.
5. ↑  Fingolfin starb nach einem Zweikampf mit Melkor vor den Toren von dessen Festung Angband
6. ↑  verstarb kurz nach der Rückkehr nach Mittelerde in Beleriand als er durch einen Balrog verwundet wurde
7. ↑  Lúthiën Tinúviël war die erste Elbin, die im Gegenzug für die Wiederbelebung Berens ein sterbliches Schicksal wählte
8. ↑  Aredhel verstarb bei einem Streit durch einen vergifteten Spieß
9. ↑  Turgon fiel beim Angriff auf Gondolin in der Nähe seines Turmes
10. ↑  Dior wurde von den Söhnen Feanors erschlagen und tötete selbst drei von ihnen
11. ↑  Gil-galad starb im Kampf mit Sauron in der Schlacht des Letzten Bündnisses
12. ↑  Idril segelte mit Tuor in den Westen
13. ↑  Finrod starb durch einen Wolf Saurons, als er Beren vor diesem beschützte
14. ↑  Orodreth starb im Kampf, als Nargothrond von Glaurung angegriffen wurde
15. ↑  Angrod starb im Feuer der Dagor Bragollach (Schlacht des jähen Feuers)
16. ↑  Aegnor starb wie sein Bruder im Feuer der Dagor Bragollach
17. ↑  Galadriël kehrte als einzige Fürstin der verbannten Elben am Ende des Dritten Zeitalters nach Valinor zurück
18. ↑  Celeborn blieb in Mittelerde, als Galadriël in den Westen segelte
19. ↑  Earendil segelte nach Aman, dort wurde er mit einem Silmaril auf der Stirn als Stern der Hoffnung an den Himmel gesetzt.
20. ↑  Elwing segelte mit Earendil nach Aman und blieb dort.
21. ↑  Celebrían begab sich nach einem Überfall im Nebelgebirge durch Orks, bei dem sie schwer verwundet wurde in den Westen
22. ↑  Elrond segelte am Ende des Dritten Zeitalters in den Westen und ließ seine drei Kinder in Mittelerde zurück
23. ↑  Arwen wählte wie Lúthiën ein sterbliches Schicksal und starb in Lothlóriën